# Festival di Sanremo 2018

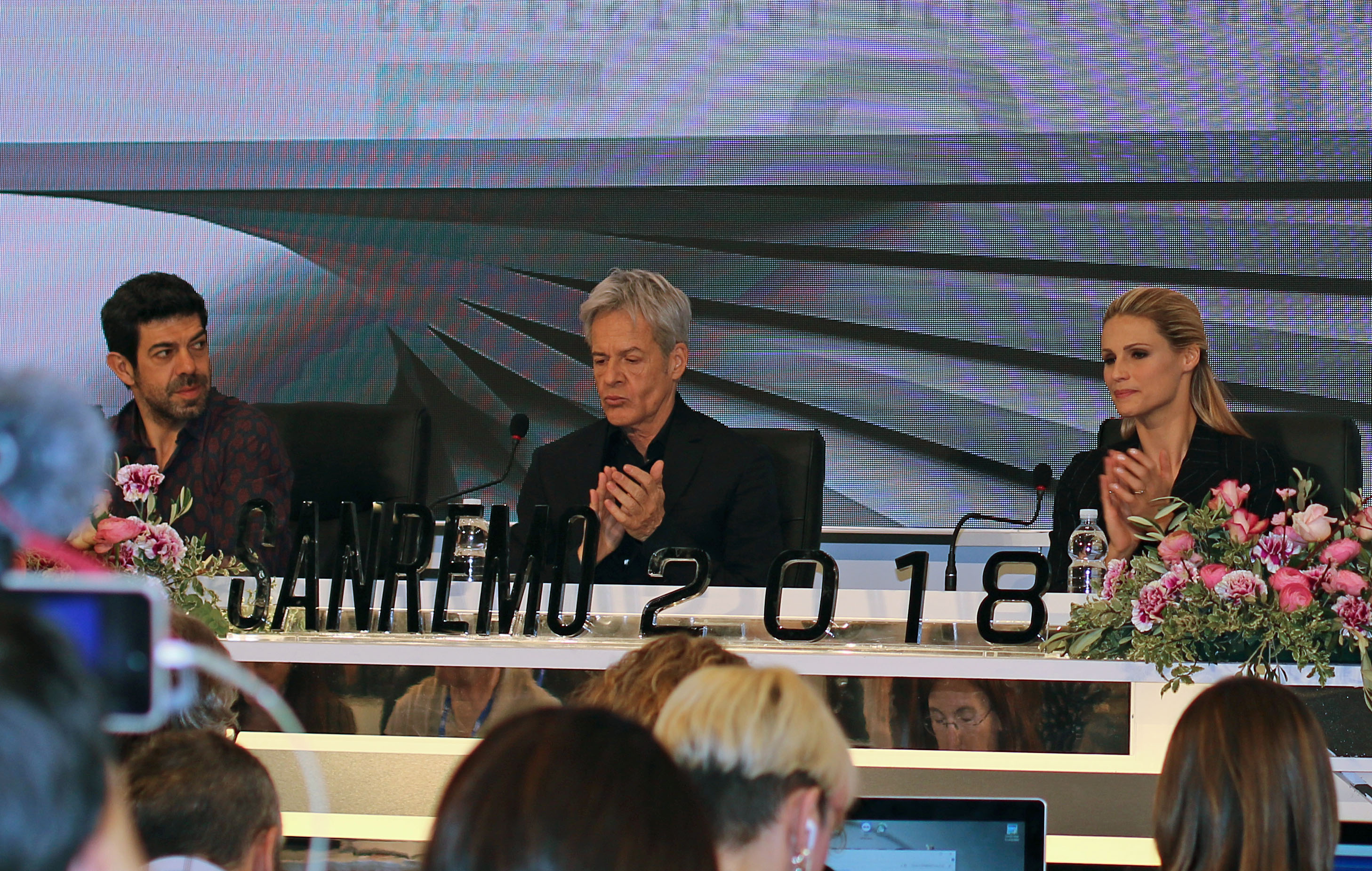
Pierfrancesco Favino, il direttore artistico Claudio Baglioni e Michelle Hunziker, i tre conduttori dell'edizione.

Il sessantottesimo Festival di Sanremo si è svolto al teatro Ariston di Sanremo dal 6 al 10 febbraio 2018 con la conduzione di Claudio Baglioni, il quale ha curato anche la direzione artistica, affiancato da Michelle Hunziker (già co-conduttrice dell'edizione 2007) e Pierfrancesco Favino.
La regia è stata curata da Duccio Forzano e la direzione musicale è stata affidata a Geoff Westley, mentre la scenografia è stata realizzata da Emanuela Trixie Zitkowsky che aveva realizzato anche quella dell'edizione 2014. Per il secondo anno consecutivo l'azienda di telecomunicazioni TIM è stata main sponsor dell'evento.
Vi hanno partecipato 28 artisti con altrettanti brani suddivisi in due sezioni: Campioni (composta da 20 cantanti noti) e Nuove proposte (composta da 8 giovani cantanti emergenti).
L'edizione è stata vinta da Ermal Meta e Fabrizio Moro (quest'ultimo già vincitore della sezione Nuove proposte nel 2007) con il brano Non mi avete fatto niente nella sezione Campioni e da Ultimo con il brano Il ballo delle incertezze nella sezione Nuove proposte. Il Premio della Critica "Mia Martini" è andato a Ron con Almeno pensami per la sezione Campioni e a Mirkoeilcane con Stiamo tutti bene per la sezione Nuove proposte.
Avendo vinto il Festival Ermal Meta e Fabrizio Moro hanno potuto rappresentare l'Italia all'Eurovision Song Contest 2018 che si è svolto a Lisbona in Portogallo, nel quale si sono piazzati al quinto posto.
Con una media del 52,16% di share, è risultata, in termini di share, l'edizione più seguita del Festival dal 2005, che raggiunse uno share di poco superiore (52,79%).

## Conduzione
Già il 16 dicembre 2016, in occasione del programma televisivo Sarà Sanremo, Carlo Conti aveva reso noto che la sessantasettesima edizione del Festival di Sanremo sarebbe stata, al momento, l'ultima da lui condotta. Nei mesi successivi si sono susseguite diverse indiscrezioni, alcune delle quali riportavano i falliti tentativi per una conduzione di Mika e per una conduzione congiunta tra Giuseppe e Rosario Fiorello. Nel settembre 2017 si sono fatte sempre più insistenti le voci sulla presenza di Claudio Baglioni, inizialmente solo come direttore artistico e poi anche come conduttore della kermesse. Infine, il 22 settembre, attraverso un comunicato stampa della Rai, è stata ufficializzata la partecipazione del cantautore in entrambi i ruoli.
Il 9 gennaio 2018, durante la consueta conferenza stampa di presentazione del Festival, è stata annunciata la presenza della conduttrice Michelle Hunziker e dell'attore Pierfrancesco Favino in qualità di co-conduttori.

## Direzione artistica e autori
La direzione artistica del Festival di Sanremo 2018 è stata affidata a Claudio Baglioni.  Il presentatore ha presieduto la commissione musicale composta da Claudio Fasulo, Duccio Forzano, Massimo Giuliano, Massimo Martelli e Geoff Westley, la quale ha avuto il compito di selezionare i brani di entrambe le sezioni.
Gli autori sono Martino Clericetti, Pietro Galeotti, Ermanno Labianca, Massimo Martelli, Max Novaresi, Guido Tognetti e Paola Vedani.

## Partecipanti

### SezioneCampioni
Le canzoni sono state scelte e/o gli artisti sono stati invitati dal direttore artistico Claudio Baglioni, il quale si è potuto avvalere della consulenza della commissione musicale.
I 20 artisti e i relativi brani in gara sono stati annunciati durante la diretta della trasmissione televisiva Sarà Sanremo andata in onda il 15 dicembre 2017 su Rai 1.
| Interprete                            | Ultime partecipazioni al Festival                                    |
| ------------------------------------- | -------------------------------------------------------------------- |
| Annalisa                              | 2016                                                                 |
| Decibel                               | 1980                                                                 |
| Diodato e Roy Paci                    | 2014 (tra le Nuove proposte) ed Esordiente                           |
| Elio e le Storie Tese                 | 2016                                                                 |
| Enzo Avitabile con Peppe Servillo     | Esordiente e 2000 (come membro della Piccola Orchestra Avion Travel) |
| Ermal Meta e Fabrizio Moro            | 2017                                                                 |
| Giovanni Caccamo                      | 2016                                                                 |
| Le Vibrazioni                         | 2005                                                                 |
| Lo Stato Sociale                      | Esordienti                                                           |
| Luca Barbarossa                       | 2011                                                                 |
| Mario Biondi                          | Esordiente                                                           |
| Max Gazzè                             | 2013                                                                 |
| Nina Zilli                            | 2015                                                                 |
| Noemi                                 | 2016                                                                 |
| Ornella Vanoni con Bungaro e Pacifico | 1999 e 2004                                                          |
| Red Canzian                           | 1990 (come membro dei Pooh)                                          |
| Renzo Rubino                          | 2014                                                                 |
| Roby Facchinetti e Riccardo Fogli     | 2007 e 1996                                                          |
| Ron                                   | 2017                                                                 |
| The Kolors                            | Esordienti                                                           |

### SezioneNuove proposte
6 delle 8 Nuove proposte sono state scelte attraverso Sanremo Giovani, un'apposita selezione suddivisa in tre fasi. Nella prima, i candidati hanno dovuto proporre i loro brani attraverso le rispettive case/etichette discografiche, i quali sono stati ascoltati e valutati dalla Commissione Musicale. Complessivamente, le richieste di partecipazione sono state 646. Per la seconda fase, la commissione ha selezionato 68 candidati (al fronte dei 60 previsti) e li ha convocati per un'audizione a porte chiuse tenutasi a Roma il 6 novembre. Come da regolamento, a questi si è aggiunto anche Luigi Salvaggio, vincitore del Festival di Castrocaro 2017. In seguito, la commissione ha reso noti i nomi dei 12 finalisti che hanno avuto accesso all'ultima selezione tenutasi durante il programma Sarà Sanremo. Al termine della serata, sono risultati vincitori Lorenzo Baglioni, Giulia Casieri, Mirkoeilcane, Mudimbi, Eva e Ultimo.
Gli altri due artisti provengono dal concorso parallelo Area Sanremo, il quale ha registrato 2.890 iscrizioni; fra le 1.720 candidature decretate idonee, la commissione artistica composta da Massimo Cotto (presidente), Maurizio Caridi, Stefano Senardi e Antonio Vandoni ha selezionato quasi 800 artisti che hanno avuto accesso alla fase successiva. Il 31 ottobre sono stati resi noti i nomi dei 145 finalisti, i quali si sono nuovamente esibiti di fronte alla commissione integrata dalla presenza di Amara, Maurilio Giordana, Franco Zanetti. Il 27 novembre sono stati annunciati gli 8 vincitori, ovvero Martina Attili, Alice Caioli, Diego Esposito, Manuel Foresta, Andrea Maestrelli, Leonardo Monteiro, Giorgia Pino e Daniele Ronda. Gli 8 artisti si sono esibiti un'ultima volta al cospetto della Commissione Musicale. I nomi dei due artisti selezionati, Alice Caioli e Leonardo Monteiro, sono stati resi noti il 15 dicembre nel corso della diretta di Sarà Sanremo.
| Interprete        | Ultime partecipazioni al Festival |
| ----------------- | --------------------------------- |
| Alice Caioli      | Esordiente                        |
| Eva               | Esordiente                        |
| Giulia Casieri    | Esordiente                        |
| Leonardo Monteiro | Esordiente                        |
| Lorenzo Baglioni  | Esordiente                        |
| Mirkoeilcane      | Esordiente                        |
| Mudimbi           | Esordiente                        |
| Ultimo            | Esordiente                        |

## Classifica finale

### Campioni
| Posizione | Interprete                            | Canzone                               | Autori                                                                     |
| --------- | ------------------------------------- | ------------------------------------- | -------------------------------------------------------------------------- |
| 1º        | Ermal Meta e Fabrizio Moro            | Non mi avete fatto niente             | E. Meta, F. Moro, A. Febo                                                  |
| 2º        | Lo Stato Sociale                      | Una vita in vacanza                   | A. Cazzola, F. Draicchio, L. Guenzi, A. Guidetti, E. Roberto, M. Romagnoli |
| 3º        | Annalisa                              | Il mondo prima di te                  | A. Scarrone, D. Simonetta, A. Raina                                        |
| 4º        | Ron                                   | Almeno pensami                        | L. Dalla                                                                   |
| 5º        | Ornella Vanoni con Bungaro e Pacifico | Imparare ad amarsi                    | Bungaro, C. Chiodo, Pacifico, A. Fresa                                     |
| 6°        | Max Gazzè                             | La leggenda di Cristalda e Pizzomunno | F. Gazzè, M. Gazzè, F. De Benedittis                                       |
| 7º        | Luca Barbarossa                       | Passame er sale                       | L. Barbarossa                                                              |
| 8º        | Diodato e Roy Paci                    | Adesso                                | A. Diodato                                                                 |
| 9º        | The Kolors                            | Frida (mai, mai, mai)                 | D. Petrella, D. Faini, A. Raina, Stash                                     |
| 10º       | Giovanni Caccamo                      | Eterno                                | G. Caccamo, Cheope                                                         |
| 11º       | Le Vibrazioni                         | Così sbagliato                        | F. Sarcina, L. Chiaravalli, A. Bonomo, D. Simonetta                        |
| 12º       | Enzo Avitabile con Peppe Servillo     | Il coraggio di ogni giorno            | V. Avitabile, Pacifico                                                     |
| 13º       | Renzo Rubino                          | Custodire                             | R. Rubino                                                                  |
| 14º       | Noemi                                 | Non smettere mai di cercarmi          | M. Pelan, Noemi, D. Calvetti, F. De Martino                                |
| 15º       | Red Canzian                           | Ognuno ha il suo racconto             | M. Porru, R. Canzian                                                       |
| 16º       | Decibel                               | Lettera dal Duca                      | E. Ruggeri, F. Muzio, S. Capeccia                                          |
| 17º       | Nina Zilli                            | Senza appartenere                     | G. Angi, A. Iammarino, N. Zilli                                            |
| 18º       | Roby Facchinetti e Riccardo Fogli     | Il segreto del tempo                  | Pacifico, R. Facchinetti                                                   |
| 19º       | Mario Biondi                          | Rivederti                             | M. Biondi, G. Furnari, D. Fisicaro                                         |
| 20º       | Elio e le Storie Tese                 | Arrivedorci                           | S. Belisari, S. Conforti, D. Civaschi, N. Fasani                           |

### Nuove proposte
| Posizione | Interprete        | Canzone                   | Autori                                                            |
| --------- | ----------------- | ------------------------- | ----------------------------------------------------------------- |
| 1º        | Ultimo            | Il ballo delle incertezze | Ultimo                                                            |
| 2º        | Mirkoeilcane      | Stiamo tutti bene         | Mirkoeilcane                                                      |
| 3º        | Mudimbi           | Il mago                   | Mudimbi, A. Bonomo, M. Zangirolami, A. Bavo, F. Vaccari, P. Miano |
| 4º        | Lorenzo Baglioni  | Il congiuntivo            | L. Baglioni, M. Baglioni, L. Piscopo                              |
| 5º        | Alice Caioli      | Specchi rotti             | A. Caioli, P. Muscolino                                           |
| 6º        | Eva               | Cosa ti salverà           | A. Di Martino, A. Filippelli                                      |
| 7º        | Giulia Casieri    | Come stai                 | G. Casieri, A. Ravasio                                            |
| 8º        | Leonardo Monteiro | Bianca                    | M. Ciappelli, V. Tosetto                                          |

## Regolamento e serate

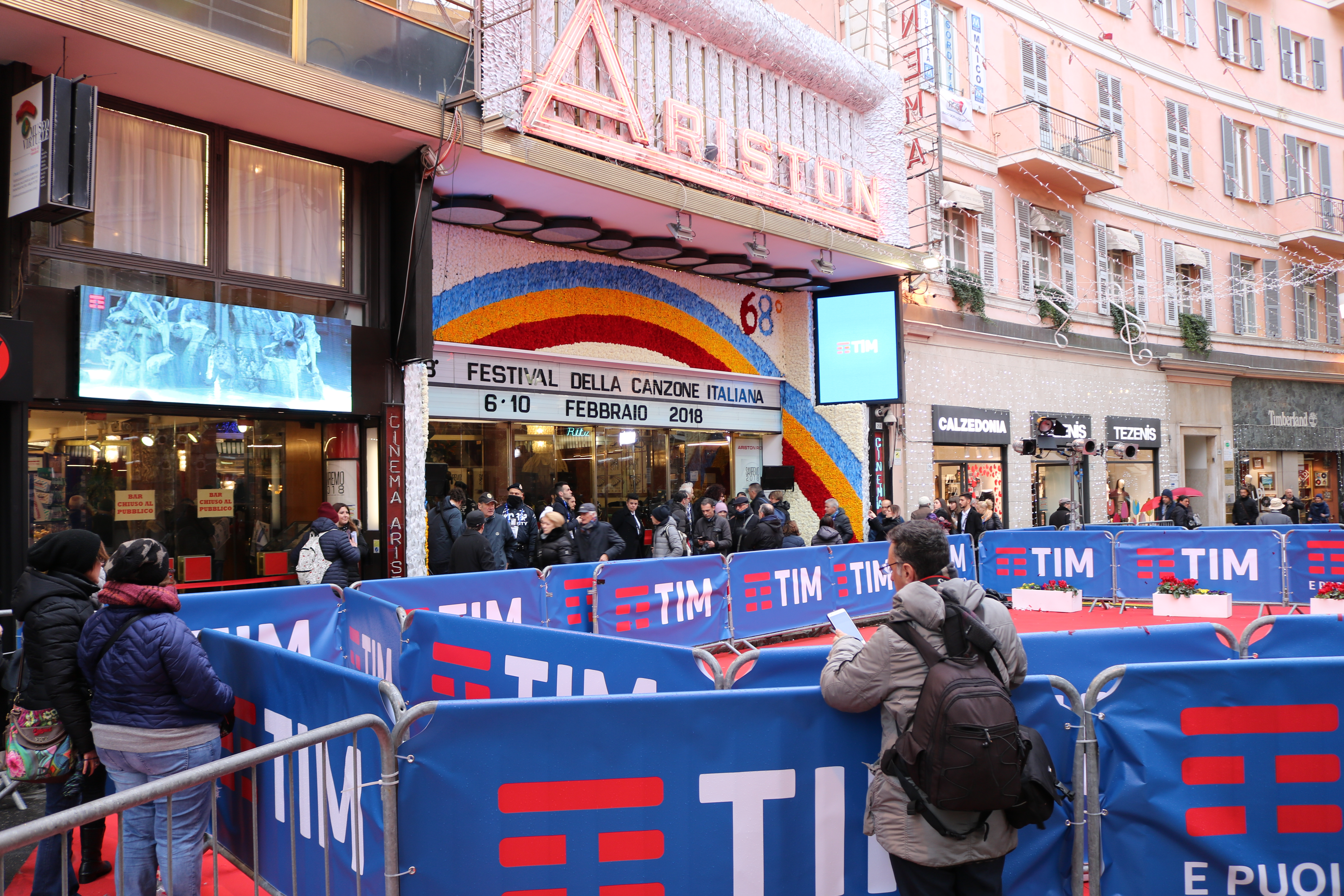
Il Teatro Ariston di Sanremo durante la sessantottesima edizione della kermesse.

Il regolamento del Festival, dopo le tre edizioni pressoché identiche condotte da Carlo Conti, ha subito alcune rimarchevoli modifiche:
- Il cambiamento più importante è la cumulazione dei voti; per la prima volta, infatti, la percentuale di voti ottenuta dagli artisti in ogni serata ha contribuito in egual modo alla realizzazione della classifica finale, anche durante la finale a tre dei Campioni.[5]
- Sono state abolite le eliminazioni; pertanto, sia i 20 Campioni sia le 8 Nuove proposte hanno avuto accesso alla finale nelle relative categorie.[5]
- È stata abolita la serata evento delle cover; al suo posto viene reintrodotta la serata dei duetti, nella quale i Campioni hanno potuto interpretare i propri brani in versione liberamente rivisitata affiancati da artisti ospiti italiani e/o stranieri.[5]

Le giurie sono rimaste invariate; dunque, attraverso i quattro sistemi di votazione, ovvero televoto, Giuria della Sala stampa, Giuria Demoscopica e Giuria degli Esperti, si è arrivati alla proclamazione delle canzoni vincitrici nelle sezioni Campioni e Nuove proposte.
Al termine di ogni serata, ad eccezione della finale, è stata sempre resa nota la graduatoria parziale di una giuria suddivisa. Per la sezione Campioni, gli artisti sono stati suddivisi in tre fasce colorate: blu (classifica alta), gialla (classifica centrale) e rossa (classifica bassa).

### Prima serata
Nel corso della prima serata si sono esibiti tutti i 20 Campioni in gara. Le canzoni sono state votate dal pubblico a casa tramite il televoto, dalla Giuria della Sala stampa e dalla Giuria Demoscopica. I tre distinti risultati percentualizzati hanno pesato rispettivamente per il 40%, 30% e 30% sulla classifica della serata. Al termine della serata è stata resa parzialmente nota la graduatoria della Giuria Demoscopica.

#### Campioni
- Classifica alta

- Classifica centrale

- Classifica bassa

| Ordine di uscita | Artista                               | Brano                                 | Televoto (40%) | Televoto (40%) | Sala Stampa (30%) | Giuria Demoscopica (30%) | Totale | Totale                |
| Ordine di uscita | Artista                               | Brano                                 | Televoto (40%) | Televoto (40%) | Sala Stampa (30%) | Giuria Demoscopica (30%) | %      | Graduatoria combinata |
| Ordine di uscita | Artista                               | Brano                                 | %              | Graduatoria    | Sala Stampa (30%) | Giuria Demoscopica (30%) | %      | Graduatoria combinata |
| ---------------- | ------------------------------------- | ------------------------------------- | -------------- | -------------- | ----------------- | ------------------------ | ------ | --------------------- |
| 1                | Annalisa                              | Il mondo prima di te                  | 3,83%          | 11             | 9                 | 3                        | 4,66%  | 8                     |
| 2                | Ron                                   | Almeno pensami                        | 6,58%          | 4              | 6                 | 6                        | 6,27%  | 4                     |
| 3                | The Kolors                            | Frida (mai, mai, mai)                 | 10,60%         | 2              | 10                | 9                        | 6,54%  | 3                     |
| 4                | Max Gazzè                             | La leggenda di Cristalda e Pizzomunno | 4,61%          | 6              | 5                 | 5                        | 6,26%  | 6                     |
| 5                | Ornella Vanoni con Bungaro e Pacifico | Imparare ad amarsi                    | 4,39%          | 7              | 4                 | 8                        | 6,27%  | 5                     |
| 6                | Ermal Meta e Fabrizio Moro            | Non mi avete fatto niente             | 21,98%         | 1              | 2                 | 1                        | 16,12% | 1                     |
| 7                | Mario Biondi                          | Rivederti                             | 3,45%          | 13             | 17                | 11                       | 3,19%  | 15                    |
| 8                | Roby Facchinetti e Riccardo Fogli     | Il segreto del tempo                  | 6,77%          | 3              | 19                | 18                       | 3,81%  | 11                    |
| 9                | Lo Stato Sociale                      | Una vita in vacanza                   | 4,27%          | 8              | 1                 | 2                        | 9,53%  | 2                     |
| 10               | Noemi                                 | Non smettere mai di cercarmi          | 3,09%          | 14             | 16                | 4                        | 3,86%  | 10                    |
| 11               | Decibel                               | Lettera dal Duca                      | 2,81%          | 15             | 10                | 15                       | 3,10%  | 16                    |
| 12               | Elio e le Storie Tese                 | Arrivedorci                           | 1,72%          | 20             | 18                | 12                       | 2,41%  | 20                    |
| 13               | Giovanni Caccamo                      | Eterno                                | 3,97%          | 10             | 12                | 13                       | 3,71%  | 12                    |
| 14               | Red Canzian                           | Ognuno ha il suo racconto             | 3,53%          | 12             | 13                | 20                       | 2,83%  | 17                    |
| 15               | Luca Barbarossa                       | Passame er sale                       | 4,93%          | 5              | 15                | 10                       | 3,91%  | 9                     |
| 16               | Diodato e Roy Paci                    | Adesso                                | 2,60%          | 17             | 3                 | 16                       | 5,08%  | 7                     |
| 17               | Nina Zilli                            | Senza appartenere                     | 1,83%          | 19             | 19                | 7                        | 2,61%  | 18                    |
| 18               | Renzo Rubino                          | Custodire                             | 2,78%          | 16             | 13                | 19                       | 2,56%  | 19                    |
| 19               | Enzo Avitabile con Peppe Servillo     | Il coraggio di ogni giorno            | 4,16%          | 9              | 8                 | 17                       | 3,67%  | 13                    |
| 20               | Le Vibrazioni                         | Così sbagliato                        | 2,10%          | 18             | 7                 | 14                       | 3,61%  | 14                    |

Ospiti
- Fiorello: medley di canzoni di Claudio Baglioni e Gianni Morandi con le basi invertite, E tu (con Claudio Baglioni)[37]
- Laura Pausini (in collegamento telefonico)[38]
- Gianni Morandi: Se non avessi più te (con Claudio Baglioni)[39] e Una vita che ti sogno (con Tommaso Paradiso)[40]
- Gabriele Muccino, Stefania Sandrelli e il cast del film A casa tutti bene: Bella senz'anima (con Claudio Baglioni)[41]
- Sabrina Impacciatore

### Seconda serata
All'inizio della seconda serata si sono esibiti i primi 4 artisti della sezione Nuove proposte. Le canzoni sono state votate dal pubblico a casa tramite il televoto, dalla Giuria della Sala stampa e dalla Giuria demoscopica. I tre distinti risultati percentualizzati hanno pesato rispettivamente per il 40%, 30% e 30% sulla classifica della serata. Successivamente è stata resa nota la graduatoria della Giuria Demoscopica.
Di seguito, si sono esibiti 10 dei 20 Campioni in gara. Le canzoni sono state votate nuovamente dal pubblico a casa tramite il televoto, dalla Giuria della Sala stampa e dalla Giuria Demoscopica. I tre distinti risultati percentualizzati hanno pesato rispettivamente per il 40%, 30% e 30% sulla classifica della serata. Al termine della serata è stata resa parzialmente nota la graduatoria della Giuria della Sala stampa.
Ermal Meta e Fabrizio Moro avrebbero dovuto esibirsi in questa serata, tuttavia la loro partecipazione è stata momentaneamente sospesa per accertamenti in merito a una presunta violazione del regolamento. I due artisti sono stati sostituiti da Renzo Rubino.

#### Nuove proposte
| Ordine di uscita | Artista          | Brano             | Televoto (40%) | Televoto (40%) | Sala Stampa (30%) | Giuria Demoscopica (30%) | Totale | Totale                |
| Ordine di uscita | Artista          | Brano             | %              | Graduatoria    | Sala Stampa (30%) | Giuria Demoscopica (30%) | %      | Graduatoria combinata |
| ---------------- | ---------------- | ----------------- | -------------- | -------------- | ----------------- | ------------------------ | ------ | --------------------- |
| 1                | Lorenzo Baglioni | Il congiuntivo    | 49,91%         | 1              | 2                 | 2                        | 35,32% | 1                     |
| 2                | Giulia Casieri   | Come stai         | 8,17%          | 4              | 3                 | 3                        | 17,18% | 4                     |
| 3                | Mirkoeilcane     | Stiamo tutti bene | 25,18%         | 2              | 1                 | 4                        | 28,87% | 2                     |
| 4                | Alice Caioli     | Specchi rotti     | 16,74%         | 3              | 4                 | 1                        | 18,63% | 3                     |

#### Campioni
- Classifica alta

- Classifica centrale

- Classifica bassa

| Ordine di uscita | Artista                               | Brano                     | Televoto (40%) | Televoto (40%) | Sala Stampa (30%) | Giuria Demoscopica (30%) | Totale | Totale                |
| Ordine di uscita | Artista                               | Brano                     | %              | Graduatoria    | Sala Stampa (30%) | Giuria Demoscopica (30%) | %      | Graduatoria combinata |
| ---------------- | ------------------------------------- | ------------------------- | -------------- | -------------- | ----------------- | ------------------------ | ------ | --------------------- |
| 1                | Le Vibrazioni                         | Così sbagliato            | 7,71%          | 8              | 5                 | 6                        | 8,44%  | 6                     |
| 2                | Nina Zilli                            | Senza appartenere         | 8,88%          | 7              | 8                 | 2                        | 8,95%  | 5                     |
| 3                | Diodato e Roy Paci                    | Adesso                    | 9,32%          | 5              | 1                 | 5                        | 13,26% | 4                     |
| 4                | Elio e le Storie Tese                 | Arrivedorci               | 3,66%          | 10             | 10                | 8                        | 4,30%  | 10                    |
| 5                | Ornella Vanoni con Bungaro e Pacifico | Imparare ad amarsi        | 12,35%         | 3              | 2                 | 4                        | 13,94% | 2                     |
| 6                | Red Canzian                           | Ognuno ha il suo racconto | 9,59%          | 4              | 8                 | 10                       | 6,49%  | 9                     |
| 7                | Ron                                   | Almeno pensami            | 14,96%         | 2              | 3                 | 3                        | 13,87% | 3                     |
| 8                | Renzo Rubino                          | Custodire                 | 9,09%          | 6              | 7                 | 9                        | 7,29%  | 8                     |
| 9                | Annalisa                              | Il mondo prima di te      | 17,54%         | 1              | 4                 | 1                        | 16,10% | 1                     |
| 10               | Decibel                               | Lettera dal Duca          | 6,90%          | 9              | 6                 | 7                        | 7,36%  | 7                     |

Ospiti)
- Il Volo: Nessun Dorma, Canzone per te e La vita è adesso (con Claudio Baglioni)[46][47]
- Pippo Baudo[49]
- Biagio Antonacci: Fortuna che ci sei e Mille giorni di te e di me (con Claudio Baglioni)[50]
- Sting - Muoio per te: Don't Make Me Wait (con Shaggy)[51]
- Franca Leosini: Ancora (con Claudio Baglioni)[52]
- Sabrina Impacciatore
- Roberto Vecchioni: Samarcanda (con Claudio Baglioni) e Chiamami ancora amore[53]
- Mago Forest[48]

### Terza serata
All'inizio della terza serata si sono esibiti i restanti 4 artisti della sezione Nuove proposte. Le canzoni sono state votate dal pubblico a casa tramite il televoto, dalla Giuria della Sala stampa e dalla Giuria Demoscopica. I tre distinti risultati percentualizzati hanno pesato rispettivamente per il 40%, 30% e 30% sulla classifica della serata. Successivamente è stata resa nota la graduatoria della Giuria Demoscopica.
Di seguito, si sono esibiti i restanti 10 dei 20 Campioni in gara. Le canzoni sono state votate nuovamente dal pubblico a casa tramite il televoto, dalla Giuria della Sala stampa e dalla Giuria Demoscopica. I tre distinti risultati percentualizzati hanno pesato rispettivamente per il 40%, 30% e 30% sulla classifica della serata. Al termine della serata è stata resa parzialmente nota la graduatoria della Giuria della Sala stampa. Inoltre, è stata stilata (ma non diffusa) una classifica parziale di tutti gli artisti, data dalla media tra i voti ottenuti nella prima serata, i voti ottenuti nella seconda (per i primi 10) e i voti ottenuti nella terza (per i rimanenti 10).
Dopo le verifiche necessarie effettuate dalla Rai, il brano Non mi avete fatto niente di Ermal Meta e Fabrizio Moro è rimasto in gara ed è stato proposto in questa serata.

#### Nuove proposte
| Ordine di uscita | Artista           | Brano                     | Televoto (40%) | Televoto (40%)        | Sala Stampa (30%) | Giuria Demoscopica (30%) | Totale | Totale                |
| Ordine di uscita | Artista           | Brano                     | %              | Graduatoria combinata | Sala Stampa (30%) | Giuria Demoscopica (30%) | %      | Graduatoria combinata |
| ---------------- | ----------------- | ------------------------- | -------------- | --------------------- | ----------------- | ------------------------ | ------ | --------------------- |
| 1                | Mudimbi           | Il mago                   | 32,69%         | 2                     | 2                 | 1                        | 31,77% | 2                     |
| 2                | Eva               | Cosa ti salverà           | 11,40%         | 3                     | 3                 | 3                        | 18,75% | 3                     |
| 3                | Ultimo            | Il ballo delle incertezze | 48,18%         | 1                     | 1                 | 2                        | 38,42% | 1                     |
| 4                | Leonardo Monteiro | Bianca                    | 7,73%          | 4                     | 4                 | 4                        | 11,06% | 4                     |

#### Campioni
- Classifica alta

- Classifica centrale

- Classifica bassa

| Ordine di uscita | Artista                           | Brano                                 | Televoto (40%) | Televoto (40%) | Sala Stampa (30%) | Giuria Demoscopica (30%) | Totale | Totale                |
| Ordine di uscita | Artista                           | Brano                                 | %              | Graduatoria    | Sala Stampa (30%) | Giuria Demoscopica (30%) | %      | Graduatoria combinata |
| ---------------- | --------------------------------- | ------------------------------------- | -------------- | -------------- | ----------------- | ------------------------ | ------ | --------------------- |
| 1                | Giovanni Caccamo                  | Eterno                                | 4,86%          | 8              | 7                 | 7                        | 6,31%  | 8                     |
| 2                | Lo Stato Sociale                  | Una vita in vacanza                   | 7,94%          | 4              | 1                 | 1                        | 15,63% | 2                     |
| 3                | Luca Barbarossa                   | Passame er sale                       | 12,43%         | 2              | 6                 | 5                        | 10,21% | 4                     |
| 4                | Enzo Avitabile con Peppe Servillo | Il coraggio di ogni giorno            | 6,86%          | 6              | 5                 | 9                        | 7,00%  | 7                     |
| 5                | Max Gazzè                         | La leggenda di Cristalda e Pizzomunno | 7,34%          | 5              | 2                 | 4                        | 12,08% | 3                     |
| 6                | Roby Facchinetti e Riccardo Fogli | Il segreto del tempo                  | 5,49%          | 7              | 10                | 10                       | 3,28%  | 10                    |
| 7                | Ermal Meta e Fabrizio Moro        | Non mi avete fatto niente             | 41,18%         | 1              | 3                 | 2                        | 25,38% | 1                     |
| 8                | Noemi                             | Non smettere mai di cercarmi          | 2,98%          | 9              | 8                 | 3                        | 7,34%  | 6                     |
| 9                | The Kolors                        | Frida (mai, mai, mai)                 | 8,71%          | 3              | 4                 | 6                        | 9,12%  | 5                     |
| 10               | Mario Biondi                      | Rivederti                             | 2,21%          | 10             | 9                 | 8                        | 3,65%  | 9                     |

Ospiti
- Virginia Raffaele: Canto (anche se sono stonata) (con Claudio Baglioni)[60]
- Negramaro: Mentre tutto scorre, La prima volta e Poster (con Claudio Baglioni)[61]
- Rolando Ravello
- James Taylor: La donna è mobile, Fire and Rain e You've Got a Friend (con Giorgia)[62]
- Emma D'Aquino: Gianna (con Claudio Baglioni)[63]
- Danilo Rea: La canzone dell’amore perduto (con Claudio Baglioni)[64][65]
- Gino Paoli: Il nostro concerto e Una lunga storia d'amore (entrambe con Claudio Baglioni e Danilo Rea)[64][65]
- Memo Remigi: Io ti darò di più
- Nino Frassica e Pietro Pulcini (nei panni del maresciallo Cecchini e del brigadiere Ghisoni)[66]
- Claudio Santamaria e Claudia Pandolfi: Sarà per te[58]

### Quarta serata
All'inizio della quarta serata si sono esibiti tutti gli 8 artisti della sezione Nuove proposte. Le canzoni sono state votate dal pubblico a casa tramite il televoto, dalla Giuria della Sala stampa e dalla Giuria degli Esperti. I tre distinti risultati percentualizzati hanno pesato rispettivamente per il 50%, 30% e 20% sulla classifica della serata. La media ponderata tra le percentuali di voto della classifica della serata e quelle della classifica congiunta della seconda e della terza serata ha dato una classifica finale delle Nuove proposte. La canzone più votata è stata proclamata vincitrice della Sezione Nuove proposte. Infine, sono stati assegnati il Premio della Critica "Mia Martini" e il Premio Sala stampa Radio-TV-Web "Lucio Dalla" per la sezione Nuove proposte.
Di seguito, si sono esibiti tutti i 20 Campioni in gara, i quali hanno interpretato i propri brani in versione liberamente rivisitata affiancati da artisti ospiti italiani e/o stranieri. Le canzoni sono state votate dal pubblico a casa tramite il televoto, dalla Giuria della Sala stampa e dalla Giuria degli Esperti. I tre distinti risultati percentualizzati hanno pesato rispettivamente per il 50%, 30% e 20% sulla classifica della serata. Al termine della serata è stata resa parzialmente nota la graduatoria della Giuria degli Esperti. La media tra le percentuali di voto della classifica della serata e quelle delle classifiche delle serate precedenti ha generato una nuova classifica provvisoria dei Campioni, la quale però non è stata resa nota.

#### Nuove proposte- Finale
- Vincitore
- Secondo Classificato
- Terzo Classificato

| Ordine di uscita | Artista           | Brano                     | Voti 4a serata | Voti 4a serata | Voti 4a serata    | Voti 4a serata       | Voti 4a serata | Voti 4a serata        | Classifica finale (voti cumulati) | Classifica finale (voti cumulati) |
| Ordine di uscita | Artista           | Brano                     | Televoto (50%) | Televoto (50%) | Sala Stampa (30%) | Giuria Esperti (20%) | Totale         | Totale                | Classifica finale (voti cumulati) | Classifica finale (voti cumulati) |
| Ordine di uscita | Artista           | Brano                     | %              | Graduatoria    | Sala Stampa (30%) | Giuria Esperti (20%) | %              | Graduatoria combinata | %                                 | Posizione                         |
| ---------------- | ----------------- | ------------------------- | -------------- | -------------- | ----------------- | -------------------- | -------------- | --------------------- | --------------------------------- | --------------------------------- |
| 1                | Leonardo Monteiro | Bianca                    | 4,70%          | 7              | 8                 | 4                    | 3,81%          | 8                     | 4,67%                             | 8                                 |
| 2                | Mirkoeilcane      | Stiamo tutti bene         | 14,49%         | 4              | 1                 | 1                    | 24,87%         | 1                     | 19,65%                            | 2                                 |
| 3                | Alice Caioli      | Specchi rotti             | 9,75%          | 5              | 6                 | 4                    | 6,85%          | 5                     | 8,08%                             | 5                                 |
| 4                | Ultimo            | Il ballo delle incertezze | 28,32%         | 1              | 3                 | 3                    | 21,97%         | 3                     | 20,59%                            | 1                                 |
| 5                | Giulia Casieri    | Come stai                 | 3,31%          | 8              | 5                 | 4                    | 4,31%          | 6                     | 6,45%                             | 7                                 |
| 6                | Mudimbi           | Il mago                   | 18,43%         | 2              | 2                 | 2                    | 22,55%         | 2                     | 19,22%                            | 3                                 |
| 7                | Eva               | Cosa ti salverà           | 4,90%          | 6              | 7                 | 4                    | 4,16%          | 7                     | 6,77%                             | 6                                 |
| 8                | Lorenzo Baglioni  | Il congiuntivo            | 16,10%         | 3              | 4                 | 4                    | 11,48%         | 4                     | 14,57%                            | 4                                 |

#### Campioni- Duetti
- Classifica alta

- Classifica centrale

- Classifica bassa

| Ordine di uscita | Artista                               | Ospite/i                                     | Brano                                 | Voti 4a serata | Voti 4a serata | Voti 4a serata    | Voti 4a serata             | Voti 4a serata | Voti 4a serata        | Classifica provvisoria (voti cumulati) | Classifica provvisoria (voti cumulati) |
| Ordine di uscita | Artista                               | Ospite/i                                     | Brano                                 | Televoto (50%) | Televoto (50%) | Sala Stampa (30%) | Giuria degli esperti (20%) | Totale         | Totale                | Classifica provvisoria (voti cumulati) | Classifica provvisoria (voti cumulati) |
| Ordine di uscita | Artista                               | Ospite/i                                     | Brano                                 | %              | Graduatoria    | Sala Stampa (30%) | Giuria degli esperti (20%) | %              | Graduatoria combinata | %                                      | Posizione                              |
| ---------------- | ------------------------------------- | -------------------------------------------- | ------------------------------------- | -------------- | -------------- | ----------------- | -------------------------- | -------------- | --------------------- | -------------------------------------- | -------------------------------------- |
| 1                | Renzo Rubino                          | Serena Rossi                                 | Custodire                             | 4,74%          | 7              | 8                 | 15                         | 3,94%          | 10                    | 3,52%                                  | 10                                     |
| 2                | Le Vibrazioni                         | Skin                                         | Così sbagliato                        | 2,41%          | 15             | 10                | 12                         | 2,97%          | 13                    | 3,44%                                  | 13                                     |
| 3                | Noemi                                 | Paola Turci                                  | Non smettere mai di cercarmi          | 2,90%          | 12             | 15                | 20                         | 2,05%          | 14                    | 2,91%                                  | 14                                     |
| 4                | Mario Biondi                          | Ana Carolina e Daniel Jobim                  | Rivederti                             | 1,62%          | 18             | 20                | 15                         | 0,94%          | 19                    | 1,72%                                  | 19                                     |
| 5                | Annalisa                              | Michele Bravi                                | Il mondo prima di te                  | 11,59%         | 2              | 3                 | 9                          | 9,38%          | 2                     | 7,87%                                  | 3                                      |
| 6                | Lo Stato Sociale                      | Paolo Rossi e il Piccolo Coro dell'Antoniano | Una vita in vacanza                   | 8,77%          | 3              | 1                 | 11                         | 9,34%          | 3                     | 9,01%                                  | 2                                      |
| 7                | Max Gazzè                             | Rita Marcotulli e Roberto Gatto              | La leggenda di Cristalda e Pizzomunno | 5,86%          | 5              | 7                 | 5                          | 6,48%          | 7                     | 6,32%                                  | 7                                      |
| 8                | Decibel                               | Midge Ure                                    | Lettera dal Duca                      | 2,70%          | 14             | 16                | 15                         | 2,02%          | 16                    | 2,70%                                  | 15                                     |
| 9                | Ornella Vanoni con Bungaro e Pacifico | Alessandro Preziosi                          | Imparare ad amarsi                    | 4,12%          | 8              | 6                 | 3                          | 6,61%          | 6                     | 6,61%                                  | 5                                      |
| 10               | Diodato e Roy Paci                    | Ghemon                                       | Adesso                                | 2,74%          | 13             | 2                 | 5                          | 7,03%          | 5                     | 6,44%                                  | 6                                      |
| 11               | Roby Facchinetti e Riccardo Fogli     | Giusy Ferreri                                | Il segreto del tempo                  | 3,01%          | 11             | 19                | 15                         | 1,75%          | 17                    | 2,24%                                  | 18                                     |
| 12               | Enzo Avitabile con Peppe Servillo     | Daby Touré e Avion Travel                    | Il coraggio di ogni giorno            | 3,50%          | 10             | 13                | 10                         | 3,34%          | 12                    | 3,46%                                  | 12                                     |
| 13               | Ermal Meta e Fabrizio Moro            | Simone Cristicchi                            | Non mi avete fatto niente             | 23,71%         | 1              | 4                 | 2                          | 17,01%         | 1                     | 15,71%                                 | 1                                      |
| 14               | Giovanni Caccamo                      | Arisa                                        | Eterno                                | 2,40%          | 16             | 12                | 7                          | 3,54%          | 11                    | 3,49%                                  | 11                                     |
| 15               | Ron                                   | Alice                                        | Almeno pensami                        | 3,58%          | 9              | 5                 | 1                          | 7,39%          | 4                     | 7,00%                                  | 4                                      |
| 16               | Red Canzian                           | Marco Masini                                 | Ognuno ha il suo racconto             | 2,22%          | 17             | 14                | 13                         | 2,02%          | 15                    | 2,53%                                  | 16                                     |
| 17               | The Kolors                            | Tullio De Piscopo ed Enrico Nigiotti         | Frida (mai, mai, mai)                 | 6,62%          | 4              | 8                 | 8                          | 5,76%          | 9                     | 5,65%                                  | 8                                      |
| 18               | Luca Barbarossa                       | Anna Foglietta                               | Passame er sale                       | 5,68%          | 6              | 11                | 3                          | 6,42%          | 8                     | 5,46%                                  | 9                                      |
| 19               | Nina Zilli                            | Sergio Cammariere                            | Senza appartenere                     | 1,24%          | 19             | 17                | 13                         | 1,23%          | 18                    | 2,39%                                  | 17                                     |
| 20               | Elio e le Storie Tese                 | Neri per Caso                                | Arrivedorci                           | 0,59%          | 20             | 17                | 15                         | 0,78%          | 20                    | 1,53%                                  | 20                                     |

Ospiti
- Gianna Nannini: Fenomenale e Amore bello (con Claudio Baglioni)[74]
- Sabrina Impacciatore
- Federica Sciarelli[75]
- Martina Corgnati per ritirare il Premio "Città di Sanremo" alla Carriera a Milva[76]
- Piero Pelù e i Bandidos: Il tempo di morire (con Claudio Baglioni)[77]

### Quinta serata - Finale
All'inizio della quinta serata si sono esibiti tutti i 20 Campioni. Le canzoni sono state votate dal pubblico a casa tramite il televoto, dalla Giuria della Sala stampa e dalla Giuria degli Esperti. I tre distinti risultati percentualizzati hanno pesato rispettivamente per il 50%, 30% e 20% sulla classifica della serata. La media tra le percentuali di voto della classifica della serata e quelle delle classifiche delle serate precedenti ha generato la classifica definitiva.
Gli artisti alle prime tre posizioni della graduatoria combinata sono stati ammessi alla seconda fase della finale, durante la quale si è proceduto ad un'ulteriore votazione impiegando il medesimo sistema. La canzone più votata è stata proclamata vincitrice della sezione Campioni. Inoltre, sono stati assegnati il Premio della Critica "Mia Martini" e il Premio Sala stampa Radio-TV-Web "Lucio Dalla" per la sezione Campioni, il Premio "Sergio Bardotti" per il miglior testo, il Premio "Giancarlo Bigazzi" al miglior arrangiamento, il Premio "Sergio Endrigo" per la miglior interpretazione e il Premio TIMmusic.

#### Campioni- Finale - 1ª parte
- Ammesso alla finale a tre

| Ordine di uscita | Artista                               | Brano                                 | Voti 5a serata | Voti 5a serata | Voti 5a serata    | Voti 5a serata       | Voti 5a serata | Voti 5a serata | Classifica finale (voti cumulati) | Classifica finale (voti cumulati) |
| Ordine di uscita | Artista                               | Brano                                 | Televoto (50%) | Televoto (50%) | Sala Stampa (30%) | Giuria Esperti (20%) | Totale         | Totale         | Classifica finale (voti cumulati) | Classifica finale (voti cumulati) |
| Ordine di uscita | Artista                               | Brano                                 | %              | Graduatoria    | Sala Stampa (30%) | Giuria Esperti (20%) | %              | Posizione      | %                                 | Posizione                         |
| ---------------- | ------------------------------------- | ------------------------------------- | -------------- | -------------- | ----------------- | -------------------- | -------------- | -------------- | --------------------------------- | --------------------------------- |
| 1                | Luca Barbarossa                       | Passame er sale                       | 9,95%          | 4              | 11                | 3                    | 8,20%          | 4              | 6,83%                             | 7                                 |
| 2                | Red Canzian                           | Ognuno ha il suo racconto             | 2,07%          | 13             | 16                | 13                   | 1,60%          | 15             | 2,06%                             | 15                                |
| 3                | The Kolors                            | Frida (mai, mai, mai)                 | 8,50%          | 5              | 8                 | 10                   | 6,32%          | 9              | 5,59%                             | 9                                 |
| 4                | Elio e le Storie Tese                 | Arrivedorci                           | 1,03%          | 19             | 19                | 16                   | 0,74%          | 20             | 1,14%                             | 20                                |
| 5                | Ron                                   | Almeno pensami                        | 4,75%          | 7              | 7                 | 1                    | 7,27%          | 7              | 7,13%                             | 4                                 |
| 6                | Max Gazzè                             | La leggenda di Cristalda e Pizzomunno | 6,12%          | 6              | 4                 | 5                    | 7,55%          | 5              | 6,93%                             | 6                                 |
| 7                | Annalisa                              | Il mondo prima di te                  | 10,02%         | 3              | 6                 | 6                    | 8,75%          | 3              | 8,31%                             | 3                                 |
| 8                | Renzo Rubino                          | Custodire                             | 2,38%          | 17             | 12                | 11                   | 1,87%          | 13             | 2,69%                             | 13                                |
| 9                | Decibel                               | Lettera dal Duca                      | 1,74%          | 15             | 15                | 14                   | 1,29%          | 17             | 1,99%                             | 16                                |
| 10               | Ornella Vanoni con Bungaro e Pacifico | Imparare ad amarsi                    | 4,08%          | 8              | 4                 | 2                    | 7,53%          | 6              | 7,07%                             | 5                                 |
| 11               | Giovanni Caccamo                      | Eterno                                | 2,48%          | 10             | 13                | 17                   | 2,49%          | 10             | 2,99%                             | 10                                |
| 12               | Lo Stato Sociale                      | Una vita in vacanza                   | 10,15%         | 2              | 1                 | 8                    | 11,98%         | 2              | 10,50%                            | 2                                 |
| 13               | Roby Facchinetti e Riccardo Fogli     | Il segreto del tempo                  | 2,08%          | 12             | 19                | 19                   | 1,15%          | 19             | 1,70%                             | 18                                |
| 14               | Diodato e Roy Paci                    | Adesso                                | 2,80%          | 9              | 2                 | 6                    | 7,12%          | 8              | 6,78%                             | 8                                 |
| 15               | Nina Zilli                            | Senza appartenere                     | 1,40%          | 18             | 17                | 11                   | 1,48%          | 16             | 1,94%                             | 17                                |
| 16               | Noemi                                 | Non smettere mai di cercarmi          | 1,60%          | 16             | 14                | 15                   | 1,27%          | 18             | 2,09%                             | 14                                |
| 17               | Ermal Meta e Fabrizio Moro            | Non mi avete fatto niente             | 24,58%         | 1              | 3                 | 4                    | 17,41%         | 1              | 16,56%                            | 1                                 |
| 18               | Mario Biondi                          | Rivederti                             | 1,00%          | 20             | 17                | 9                    | 1,66%          | 14             | 1,69%                             | 19                                |
| 19               | Le Vibrazioni                         | Così sbagliato                        | 1,52%          | 11             | 8                 | 15                   | 2,21%          | 11             | 2,82%                             | 11                                |
| 20               | Enzo Avitabile con Peppe Servillo     | Il coraggio di ogni giorno            | 1,75%          | 14             | 10                | 13                   | 2,11%          | 12             | 2,79%                             | 12                                |

#### Campioni- Finale - 2ª parte
- Vincitore
- Secondo Classificato
- Terzo Classificato

| Ordine | Artista                    | Brano                     | Voti finale a tre | Voti finale a tre | Voti finale a tre | Voti finale a tre    | Voti finale a tre | Voti finale a tre | Classifica finale (voti cumulati) | Classifica finale (voti cumulati) |
| Ordine | Artista                    | Brano                     | Voti finale a tre | Voti finale a tre | Voti finale a tre | Voti finale a tre    | Voti finale a tre | Voti finale a tre | %                                 | Posizione                         |
| Ordine | Artista                    | Brano                     | Televoto (50%)    | Televoto (50%)    | Sala Stampa (30%) | Giuria Esperti (20%) | Totale            | Totale            | %                                 | Posizione                         |
| Ordine | Artista                    | Brano                     | %                 | Graduatoria       | Sala Stampa (30%) | Giuria Esperti (20%) | %                 | Posizione         | %                                 | Posizione                         |
| ------ | -------------------------- | ------------------------- | ----------------- | ----------------- | ----------------- | -------------------- | ----------------- | ----------------- | --------------------------------- | --------------------------------- |
| 1      | Annalisa                   | Il mondo prima di te      | 23,49%            | 2                 | 3                 | 1                    | 30,37%            | 2                 | 26,94%                            | 3                                 |
| 2      | Lo Stato Sociale           | Una vita in vacanza       | 22,10%            | 3                 | 1                 | 3                    | 27,13%            | 3                 | 28,40%                            | 2                                 |
| 3      | Ermal Meta e Fabrizio Moro | Non mi avete fatto niente | 54,41%            | 1                 | 2                 | 2                    | 42,50%            | 1                 | 44,66%                            | 1                                 |

Ospiti
- Ultimo: Il ballo delle incertezze
- Laura Pausini: Non è detto, Avrai (con Claudio Baglioni) e Come se non fosse stato mai amore[81][82]
- Fiorello (in collegamento telefonico)
- Il cast di Sanremo Young: Penso positivo
- Antonella Clerici
- Sergio Assisi e Melissa Greta Marchetto
- Fiorella Mannoia: Mio fratello che guardi il mondo (con Claudio Baglioni)[83][84]
- Nek, Max Pezzali e Francesco Renga: Strada facendo (con Claudio Baglioni)[85]
- Edoardo Leo e Il coro dei Discreti: Mi va di cantare (con Claudio Baglioni e Pierfrancesco Favino)
- Sabrina Impacciatore: Canzone intelligente (con Claudio Baglioni, Pierfrancesco Favino e Michelle Hunziker)

## Premi

### SezioneCampioni
- Vincitore 68º Festival di Sanremo sezione Campioni: Ermal Meta e Fabrizio Moro con Non mi avete fatto niente[6]
- Rappresentante italiano all'Eurovision Song Contest 2018: Ermal Meta e Fabrizio Moro[11]
- Podio - secondo classificato 68º Festival di Sanremo sezione Campioni: Lo Stato Sociale con Una vita in vacanza[6]
- Podio - terzo classificato 68º Festival di Sanremo sezione Campioni: Annalisa con Il mondo prima di te[6]
- Premio della Critica "Mia Martini" sezione Campioni: Ron con Almeno pensami[8]
- Premio Sala stampa Radio-TV-Web "Lucio Dalla" sezione Campioni: Lo Stato Sociale con Una vita in vacanza[8]
- Premio "Giancarlo Bigazzi" alla miglior composizione musicale: Max Gazzè con La leggenda di Cristalda e Pizzomunno[8]
- Premio "Sergio Endrigo" per la miglior interpretazione: Ornella Vanoni con Bungaro e Pacifico con Imparare ad amarsi[8]
- Menzione Premio Lunezia per Sanremo per il valore musical-letterario del brano sezione Campioni: Luca Barbarossa con Passame er sale[86]
- Premio SoundiesAwards al miglior videoclip sezione Campioni: Lo Stato Sociale con Una vita in vacanza[87]
- Premio TIMmusic: Ermal Meta e Fabrizio Moro con Non mi avete fatto niente[8]
- Premio Baglioni d'oro: Ornella Vanoni con Bungaro e Pacifico con Imparare ad amarsi[88]

### SezioneNuove proposte
- Vincitore 68º Festival di Sanremo sezione Nuove proposte: Ultimo con Il ballo delle incertezze[7]
- Podio - secondo classificato 68º Festival di Sanremo sezione Nuove proposte: Mirkoeilcane con Stiamo tutti bene[7]
- Podio - terzo classificato 68º Festival di Sanremo sezione Nuove proposte: Mudimbi con Il mago[7]
- Premio della Critica "Mia Martini" sezione Nuove proposte: Mirkoeilcane con Stiamo tutti bene[9]
- Premio Sala stampa Radio-TV-Web "Lucio Dalla" sezione Nuove proposte: Alice Caioli con Specchi rotti[68]
- Premio "Sergio Bardotti" per il miglior testo: Mirkoeilcane con Stiamo tutti bene[8]
- Premio "Enzo Jannacci" alla migliore interpretazione - NUOVOIMAIE: Mirkoeilcane con Stiamo tutti bene[89]
- Menzione Premio Lunezia per Sanremo per il valore musical-letterario del brano sezione Nuove proposte: Ultimo con Il ballo delle incertezze[86]
- Premio SoundiesAwards al miglior videoclip sezione Nuove proposte: Mudimbi con Il mago[87]
- Premio Assomusica: Mudimbi con Il mago[90]
- Targa PMI (Produttori Musicali Indipendenti): Leonardo Monteiro con Bianca[91]

### Altri premi
- Premio "Città di Sanremo" alla Carriera: Milva[76]

## Orchestra
La Sanremo Festival Orchestra è stata diretta dal maestro Geoff Westley e, durante le parti di spettacolo, da Maurizio Filardo. Durante le esibizioni dei cantanti è stata diretta da:
- Danilo Ballo per Roby Facchinetti e Riccardo Fogli
- Diego Calvetti per Ermal Meta e Fabrizio Moro, Noemi, Lorenzo Baglioni e Ultimo
- Valeriano Chiaravalle per Nina Zilli
- Luca Chiaravalli per Le Vibrazioni e The Kolors
- Marcello Faneschi per Renzo Rubino
- Clemente Ferrari per Luca Barbarossa, Max Gazzè ed Eva
- Antonio Fresa per Ornella Vanoni con Bungaro e Pacifico
- Fabio Gargiulo per Lo Stato Sociale
- Fabio Gurian per Red Canzian
- Umberto Iervolino per Mudimbi
- Dariana Koumanova per Leonardo Monteiro
- Stefano Nanni per Giovanni Caccamo
- Massimo Morini per Alice Caioli e Giulia Casieri
- Paolo Palazzo per Renzo Rubino (solo quarta serata)
- Pino Perris per Annalisa
- Vincenzo Presta per Diodato e Roy Paci
- Roberto Rossi per Enzo Avitabile con Peppe Servillo e i Decibel
- Peppe Vessicchio per Elio e le Storie Tese, Ron e Mario Biondi
- Fio Zanotti per Mirkoeilcane

## Sigla
La sigla di quest'edizione, dal titolo Un giorno qualunque, è stata scritta da Baglioni ed è stata cantata nella parte iniziale della prima e dell'ultima serata da tutti i Campioni in gara e alla fine delle prime tre serate dai conduttori.

## Regia
La regia dell'evento è stata affidata a Duccio Forzano, regista alla sua quinta esperienza sanremese dopo le edizioni degli anni 2010, 2011, 2013 e 2014. La principale novità da lui introdotta è l'utilizzo di CuePilot, un software di gestione e controllo automatico che permette di programmare in anticipo le inquadrature, sincronizzandole con l'illuminazione ed eventuali effetti speciali. Il suo utilizzo è una novità assoluta in Italia, dopo essere stato introdotto per la prima volta nel 2014 al Melodifestivalen svedese e successivamente all'Eurovision Song Contest. Una seconda novità introdotta è l'utilizzo della spidercam, un sistema che permette ad una telecamera di muoversi verticalmente e/o orizzontalmente sulla scena.

## Scenografia
La scenografia del Festival, disegnata per la seconda volta da Emanuela Trixie Zitkowsky, è stata concepita ispirandosi a un auditorium in chiave moderna. Completamente bianca, è la scenografia più grande che l'Ariston abbia mai ospitato, motivo per cui sono state eliminate dodici file di poltrone nella platea del teatro (equivalenti a circa 250 posti). L'orchestra è posta in due buche distinte su entrambi i lati del palco, ai cui piedi sono posizionate due gradinate che conducono in platea. Il fondale è, invece, costituito da una scalinata a scomparsa, ai cui lati sono presenti sei semiarchi bianchi (tre per lato), e due grandi colonne mobili che sormontano la scenografia. Quasi tutto l'impianto scenografico è arricchito da ledwall, tra cui uno di essi che viene calato all'occorrenza dal soffitto del teatro.

## Giurie

### Televoto
È il mezzo attraverso cui il pubblico da casa ha potuto esprimere le sue preferenze.
Il televoto è intervenuto in tutte le serate per entrambe le sezioni. Nella prima, seconda e terza serata il televoto ha inciso al 40% sulla graduatoria combinata assieme alla Giuria della Sala stampa (30%) e alla Giuria Demoscopica (30%), mentre nella quarta serata e nella finale ha contribuito al 50% alla graduatoria combinata insieme alla Giuria della Sala stampa (30%) e alla Giuria degli Esperti (20%). Nella prima serata vi è stata una sessione singola di televoto per ognuno dei 20 Campioni in gara, ovvero una breve sessione in cui è stato possibile votare solo l’artista che si stava esibendo in quel momento; in tutte le altre serate si è trattato di sessioni uniche.

### Giuria della Sala stampa
La Giuria della Sala Stampa è composta dai giornalisti accreditati presso la Sala Stampa Roof Ariston e la Sala Stampa Radio-TV-Web "Lucio Dalla" aventi diritto di voto.
La Sala stampa ha svolto il suo ruolo di giuria in tutte le serate per entrambe le sezioni. Nella prima, seconda e terza serata la Sala Stampa ha inciso per il 30% sulla graduatoria combinata assieme al televoto (40%) e alla Giuria Demoscopica (30%), mentre nella quarta serata e nella finale ha contribuito al 30% alla graduatoria combinata insieme al televoto (50%) e alla Giuria degli Esperti (20%). Ogni giornalista ha espresso le proprie preferenze secondo le seguenti regole:
- Campioni
  - Tutte le serate, ad eccezione della 2ª parte della finale: 3 preferenze singole, ossia da attribuire a 3 artisti differenti;
  - Finale, 2ª parte: una preferenza singola, ossia da attribuire a un solo artista.
- Nuove proposte
  - 2a, 3ª e 4ª serata: 2 preferenze singole, ossia da attribuire a 2 artisti differenti.

Inoltre, a maggioranza dei votanti, la Sala Stampa Roof Ariston e la Sala Stampa Radio-TV-Web "Lucio Dalla" hanno attribuito il Premio "Sergio Endrigo" per la miglior interpretazione.

#### Sala Stampa Ariston Roof
La Sala Stampa Ariston Roof è situata all'interno del Teatro Ariston e riunisce i rappresentanti delle testate accreditate fra agenzie giornalistiche, quotidiani, periodici, web, giornali radio, telegiornali e rubriche televisive, nonché testate giornalistiche e radiotelevisioni estere. A maggioranza dei votanti ha attribuito il Premio della Critica "Mia Martini" per entrambe le sezioni.

#### Sala Stampa Radio-TV-Web "Lucio Dalla"
La Sala Stampa Radio-TV-Web "Lucio Dalla" è situata presso il Palafiori di Sanremo e riunisce i rappresentanti delle principali emittenti radiofoniche e televisive private, come giornalisti, conduttori e tecnici. A maggioranza dei votanti ha attribuito il Premio Sala stampa Radio-TV-Web "Lucio Dalla" per entrambe le sezioni.

### Giuria Demoscopica
La Giuria Demoscopica è un campione di 300 abituali ascoltatori, acquirenti e appassionati di musica originari di tutta Italia e differenti per sesso ed età. I giurati esprimono le loro preferenze da casa attraverso un sistema elettronico nel momento immediatamente successivo alla sua esecuzione in puntata. Il campione è stato costituito da persone diverse in ciascuna serata in cui è chiamato ad esprimersi.
La Giuria Demoscopica ha votato nel corso delle prime per entrambe le sezioni con un peso del 30% sulla graduatoria combinata assieme al televoto (40%) e alla Giuria della Sala stampa (30%). Ogni giurato ha espresso le proprie preferenze secondo le seguenti regole:
- Campioni
  - 1a, 2ª e 3ª serata: 20 preferenze tutte da attribuire, per un massimo di 10 voti allo stesso artista, con l'obbligo di votare un minimo di 10 e un massimo di 19 artisti;
- Nuove proposte
  - 2ª e 3ª serata: 2 preferenze singole, ossia da attribuire a 2 artisti differenti.

### Giuria degli Esperti
La Giuria degli esperti è composta da otto personaggi del mondo della musica, dello spettacolo e della cultura che non hanno alcun legame particolare con i concorrenti della kermesse.
La Giuria degli Esperti ha votato nella quarta serata e nella finale per entrambe le sezioni con un peso del 20% sulla graduatoria combinata assieme al televoto (50%) e alla Giuria della Sala stampa (30%). Ogni giurato ha espresso le proprie preferenze secondo le seguenti regole:
- Campioni
  - 4a serata e finale: 20 preferenze tutte da attribuire, per un massimo di 10 voti allo stesso artista, con l'obbligo di votare un minimo di 10 e un massimo di 19 artisti;
  - Finale, 2ª parte: una preferenza singola, ossia da attribuire a un solo artista.
- Nuove proposte
  - 4a serata: 2 preferenze singole, ossia da attribuire a 2 artisti differenti.

Inoltre, la Giuria degli esperti ha attribuito il Premio "Sergio Bardotti" per il miglior testo.
La Giuria degli esperti di quest'edizione del Festival è stata composta da:
- Pino Donaggio (cantautore e compositore) - Presidente
- Giovanni Allevi (pianista e compositore)
- Serena Autieri (attrice e cantante)
- Milly Carlucci (conduttrice televisiva)
- Gabriele Muccino (regista cinematografico)
- Rocco Papaleo (attore e regista cinematografico)
- Mirca Rosciani (compositrice)
- Andrea Scanzi (giornalista)

### Orchestra
A maggioranza dei votanti, i musicisti della Sanremo Festival Orchestra hanno attribuito il Premio "Giancarlo Bigazzi" alla miglior composizione musicale.

### Ex aequo
In caso di ex aequo dopo quattro cifre decimali nei risultati complessivi in serata, si è fatto riferimento alla graduatoria del televoto. In caso di ulteriore persistenza di ex aequo, nelle prime tre serate si è fatto riferimento alla graduatoria della giuira della Sala Stampa; nelle due ultime serate, alla graduatoria della Giuria degli Esperti.

## PrimaFestival
Il PrimaFestival, in onda dal 26 gennaio al 10 febbraio 2018, è stato condotto da Sergio Assisi e Sabrina Impacciatore in diretta dalla sala Biribissi del Casinò di Sanremo. La trasmissione era incentrata su indiscrezioni sulle canzoni in gara, sugli artisti e sugli ospiti del Festival.

## DopoFestival
Anche per il 2018 è andato in onda il DopoFestival, programma di commenti e approfondimento trasmesso subito dopo la fine di ognuna delle cinque serate dal teatro del Casinò di Sanremo. La trasmissione, in quest'edizione con il titolo ...Tanto siamo tra amici al DopoFestival, è stata condotta da Edoardo Leo e Carolina Di Domenico con Rolando Ravello, Paolo Genovese e Rocco Tanica, accompagnati dalla musica dei The Bluebeaters. Durante la trasmissione i cantanti in gara hanno votato una canzone di quelle in concorso al Festival e durante l'ultima puntata viene assegnato il Baglioni d'oro a quella più votata, che è risultata essere Imparare ad amarsi interpretata da Ornella Vanoni con Bungaro e Pacifico. Gli autori sono Giorgio Cappozzo, Giovanni Robertini e Fosco D'Amelio.

## Controversie
Il brano di Ermal Meta e Fabrizio Moro Non mi avete fatto niente ha attraversato un periodo di incertezza subito dopo la sua prima esecuzione. Infatti, durante la puntata del Dopofestival al termine della prima serata, alcuni giornalisti hanno evidenziato la notevole somiglianza del ritornello della suddetta canzone con quello di Silenzio, brano scritto dal paroliere Andrea Febo, coautore di Non mi avete fatto niente assieme ai due interpreti. La canzone era stata presentata da Ambra Calvani e Gabriele De Pascali alle selezioni di Sanremo Giovani per Sanremo 2016 e perciò era stata resa disponibile in versione integrale sul sito della Rai a fine 2015. Inoltre, si è scoperto che nel 2017 il medesimo brano era stato anche presentato ed eseguito alle selezioni di Musicultura dalla sola Calvani. Si è supposto quindi che il brano sanremese non soddisfacesse il requisito di "canzone nuova” espresso nel regolamento del Festival, secondo il quale si definisce tale una canzone che «non sia già stata pubblicata e/o fruita, anche se a scopo gratuito, da un pubblico presente o lontano, o eseguita o interpretata dal vivo alla presenza di pubblico presente o lontano». Gli organizzatori del Festival, per poter eseguire tutte le verifiche del caso, hanno sospeso in via precauzionale la partecipazione del duo, rinviando la loro esibizione prevista per mercoledì e sostituendola con una di quelle designate per il giovedì. La scelta, avvenuta tramite sorteggio al cospetto di un notaio, è ricaduta su Renzo Rubino. Dopo attente analisi, l'8 febbraio l’organizzazione si è espressa tramite una nota dell’ufficio legale della Rai che ha sottolineato come secondo il regolamento, la caratteristica di “canzone nuova” sussiste in presenza di stralci “campionati” di canzoni già edite, sempre che questi - nel totale - non superino un terzo della canzone “nuova” stessa. Poiché la somma dei campionamenti di Silenzio non supera un minuto e 3 secondi rispetto alla durata complessiva di 3 minuti e 24 secondi di Non mi avete fatto niente, i due brani non sono stati considerati la medesima canzone, pertanto il brano di Meta e Moro è stato riammesso alla gara.

## Esclusi
L'organizzazione tradizionalmente non comunica i nomi degli artisti della sezione Campioni che avevano inoltrato domanda ma che non sono stati selezionati per la kermesse. Tra le esclusioni confermate vi sono quelle di Morgan, Donatella Rettore, i Jalisse, L'Aura, Nathalie (con il brano Tra le labbra), Dionne Warwick e Silvia Mezzanotte (con il brano Sparami), Massimo Di Cataldo, Gatto Panceri, Enzo Iacchetti (con il brano I migranti, scritto da Francesco Guccini) e i Powerillusi con Giangilberto Monti (con il brano Allah è al bar). Inizialmente Loredana Bertè aveva presentato una canzone, ma in seguito alla richiesta della commissione artistica di sostituirla con un brano di Biagio Antonacci, la cantante ha preferito rinunciare al Festival. Similmente, il rapper Emis Killa ha scelto di ritirare la candidatura del suo brano Fuoco e benzina dopo che gli era stato chiesto di modificare alcune parti del testo. Circa i presunti esclusi sono circolati anche i nomi di Elodie, Lele, Arisa, Marcella Bella, Alexia, Briga, i La Rua e Federica Carta (con il brano Sull'orlo di una crisi d'amore), Marco Carta, Valerio Scanu, Enrico Papi, Orietta Berti, e Lorenzo Fragola, il quale però in seguito ha dichiarato di non aver proposto alcun brano.
Fra i 68 artisti ammessi alle audizioni delle Nuove proposte figurano anche i dARI e Tropico. Alla seconda fase di Area Sanremo era approdato anche Matteo Faustini.

## Ascolti
Risultati di ascolto delle varie serate, secondo rilevazioni Auditel.
| Serata             | Messa in onda      | I parte            | I parte            | II parte           | II parte           | Media ponderata | Media ponderata |
| Serata             | Messa in onda      | Telespettatori     | Share              | Telespettatori     | Share              | Telespettatori  | Share           |
| ------------------ | ------------------ | ------------------ | ------------------ | ------------------ | ------------------ | --------------- | --------------- |
| I                  | 6 febbraio 2018    | 13.776.000         | 51,40%             | 6.624.000          | 55,40%             | 11.603.000      | 52,10%          |
| II                 | 7 febbraio 2018    | 11.458.000         | 46,57%             | 5.870.000          | 52,86%             | 9.687.000       | 47,70%          |
| III                | 8 febbraio 2018    | 12.657.000         | 51,06%             | 6.146.000          | 54,48%             | 10.825.000      | 51,60%          |
| IV                 | 9 febbraio 2018    | 12.246.000         | 49,10%             | 6.985.000          | 57,28%             | 10.108.000      | 51,10%          |
| Finale             | 10 febbraio 2018   | 13.240.000         | 54%                | 10.404.000         | 70%                | 12.125.000      | 58,30%          |
| Media delle serate | Media delle serate | Media delle serate | Media delle serate | Media delle serate | Media delle serate | 10.870.000      | 52,16%          |

Il picco di ascolto della puntata finale è stato di 15.975.524 telespettatori nel momento in cui Laura Pausini ha terminato l'esibizione con Claudio Baglioni; il picco di share è stato del 78,57% all'1:27 con l’annuncio dei vincitori Ermal Meta e Fabrizio Moro.
Da sottolineare inoltre, il picco di telespettatori durante la prima puntata con l'esibizione di Fiorello e Claudio Baglioni, che ha tenuto incollati al televisore ben 17.143.000 telespettatori e uno share del 57,80%.

## Trasmissione dell'evento
| Area                     | Rete                     |
| ------------------------ | ------------------------ |
| Italia                   | Rai 1                    |
| Italia                   | Rai Radio 1              |
| Italia                   | Rai Radio 2              |
| Italia                   | Rai Premium (in replica) |
| Italia (resto del mondo) | Rai Italia               |
| Unione europea           | Eurovisione              |
| Albania                  | RTSH                     |
| Russia                   | Vremya                   |

## Classifiche

### Classifica passaggi radio
| Artista                               | Canzone                               | Posizione massima | Posizione massima            | Posizione massima                 |
| Artista                               | Canzone                               | Sanremo Big 2018  | Airplay italiano (nazionale) | Airplay italiano (internazionale) |
| ------------------------------------- | ------------------------------------- | ----------------- | ---------------------------- | --------------------------------- |
| Ermal Meta e Fabrizio Moro            | Non mi avete fatto niente             | 1                 | 1                            | 1                                 |
| Lo Stato Sociale                      | Una vita in vacanza                   | 2                 | 1                            | 1                                 |
| Annalisa                              | Il mondo prima di te                  | 3                 | 3                            | 3                                 |
| Le Vibrazioni                         | Così sbagliato                        | 4                 | 9                            | 15                                |
| The Kolors                            | Frida (mai, mai, mai)                 | 5                 | 13                           | —                                 |
| Diodato e Roy Paci                    | Adesso                                | 6                 | 12                           | 38                                |
| Max Gazzè                             | La leggenda di Cristalda e Pizzomunno | 7                 | 15                           | 28                                |
| Noemi                                 | Non smettere mai di cercarmi          | 8                 | 19                           | 33                                |
| Ornella Vanoni con Bungaro e Pacifico | Imparare ad amarsi                    | 9                 | 20                           | 39                                |
| Decibel                               | Lettera dal Duca                      | 10                | 22                           | 47                                |
| Ron                                   | Almeno pensami                        | 11                | 23                           | —                                 |
| Nina Zilli                            | Senza appartenere                     | 12                | 24                           | —                                 |
| Luca Barbarossa                       | Passame er sale                       | 13                | 30                           | —                                 |
| Giovanni Caccamo                      | Eterno                                | 14                | 33                           | —                                 |
| Red Canzian                           | Ognuno ha il suo racconto             | 15                | 35                           | —                                 |
| Roby Facchinetti e Riccardo Fogli     | Il segreto del tempo                  | 16                | 37                           | —                                 |
| Enzo Avitabile con Peppe Servillo     | Il coraggio di ogni giorno            | 17                | —                            | —                                 |
| Renzo Rubino                          | Custodire                             | 18                | —                            | —                                 |
| Elio e le Storie Tese                 | Arrivedorci                           | 19                | —                            | —                                 |
| Mario Biondi                          | Rivederti                             | 20                | —                            | —                                 |

### Singoli
| Artista                               | Singolo                               | Italia | Italia (Certificazioni vendite FIMI) | Vendite  |
| ------------------------------------- | ------------------------------------- | ------ | ------------------------------------ | -------- |
| Lo Stato Sociale                      | Una vita in vacanza                   | 1      | Platino (2)                          | 100.000+ |
| Ermal Meta e Fabrizio Moro            | Non mi avete fatto niente             | 2      | Platino                              | 50.000+  |
| Annalisa                              | Il mondo prima di te                  | 3      | Platino                              | 50.000+  |
| Ultimo                                | Il ballo delle incertezze             | 6      | Platino (3)                          | 150.000+ |
| The Kolors                            | Frida (mai, mai, mai)                 | 10     |                                      |          |
| Noemi                                 | Non smettere mai di cercarmi          | 19     |                                      |          |
| Max Gazzè                             | La leggenda di Cristalda e Pizzomunno | 20     |                                      |          |
| Mudimbi                               | Il mago                               | 26     |                                      |          |
| Ornella Vanoni con Bungaro e Pacifico | Imparare ad amarsi                    | 27     |                                      |          |
| Diodato e Roy Paci                    | Adesso                                | 28     |                                      |          |
| Le Vibrazioni                         | Così sbagliato                        | 33     |                                      |          |
| Ron                                   | Almeno pensami                        | 41     |                                      |          |
| Giovanni Caccamo                      | Eterno                                | 50     |                                      |          |
| Luca Barbarossa                       | Passame er sale                       | 56     |                                      |          |
| Nina Zilli                            | Senza appartenere                     | 74     |                                      |          |
| Lorenzo Baglioni                      | Il congiuntivo                        | 75     |                                      |          |

### Album
| Artista                           | Album                | Italia | Italia (Certificazioni vendite FIMI) | Vendite  |
| --------------------------------- | -------------------- | ------ | ------------------------------------ | -------- |
| Ultimo                            | Peter Pan            | 1      | Platino (5)                          | 250.000+ |
| Ermal Meta                        | Non abbiamo armi     | 1      | Platino                              | 50.000+  |
| AA.VV.                            | Sanremo 2018         | 1      | Oro                                  | 25.000+  |
| Annalisa                          | Bye Bye              | 2      | Platino                              | 50.000+  |
| Fabrizio Moro                     | Parole rumori e anni | 3      | Oro                                  | 25.000+  |
| Lo Stato Sociale                  | Primati              | 6      |                                      |          |
| Max Gazzè                         | Alchemaya            | 7      |                                      |          |
| Ron                               | Lucio!               | 8      |                                      |          |
| Red Canzian                       | Testimone del tempo  | 10     |                                      |          |
| Noemi                             | La luna              | 13     |                                      |          |
| Elio e le Storie Tese             | Arrivedorci          | 14     |                                      |          |
| Decibel                           | L'anticristo         | 15     |                                      |          |
| Mario Biondi                      | Brasil               | 15     |                                      |          |
| Le Vibrazioni                     | V                    | 17     |                                      |          |
| Luca Barbarossa                   | Roma è de tutti      | 21     |                                      |          |
| Lorenzo Baglioni                  | Bella, prof!         | 22     |                                      |          |
| Ornella Vanoni                    | Un pugno di stelle   | 23     |                                      |          |
| Roby Facchinetti e Riccardo Fogli | Insieme              | 37     |                                      |          |
| Giovanni Caccamo                  | Eterno               | 41     |                                      |          |
| Enzo Avitabile                    | Pelle differente     | 44     |                                      |          |
| Mudimbi                           | Michel               | 50     |                                      |          |
| Mirkoeilcane                      | Secondo me           | 79     |                                      |          |
| Nina Zilli                        | Modern Art           | 95     |                                      |          |

## Eurovision Song Contest
Come da regolamento, al vincitore della sezione Campioni è stata offerta la possibilità di rappresentare l'Italia all'Eurovision Song Contest. Durante la conferenza stampa al termine della finale, Ermal Meta e Fabrizio Moro hanno comunicato la volontà di prendere parte all'Eurovision Song Contest 2018. Il brano selezionato per l'evento è una versione ridotta della canzone vincitrice Non mi avete fatto niente. Poiché l'Italia fa parte delle Big Five, il duo si è automaticamente qualificato per la finale.

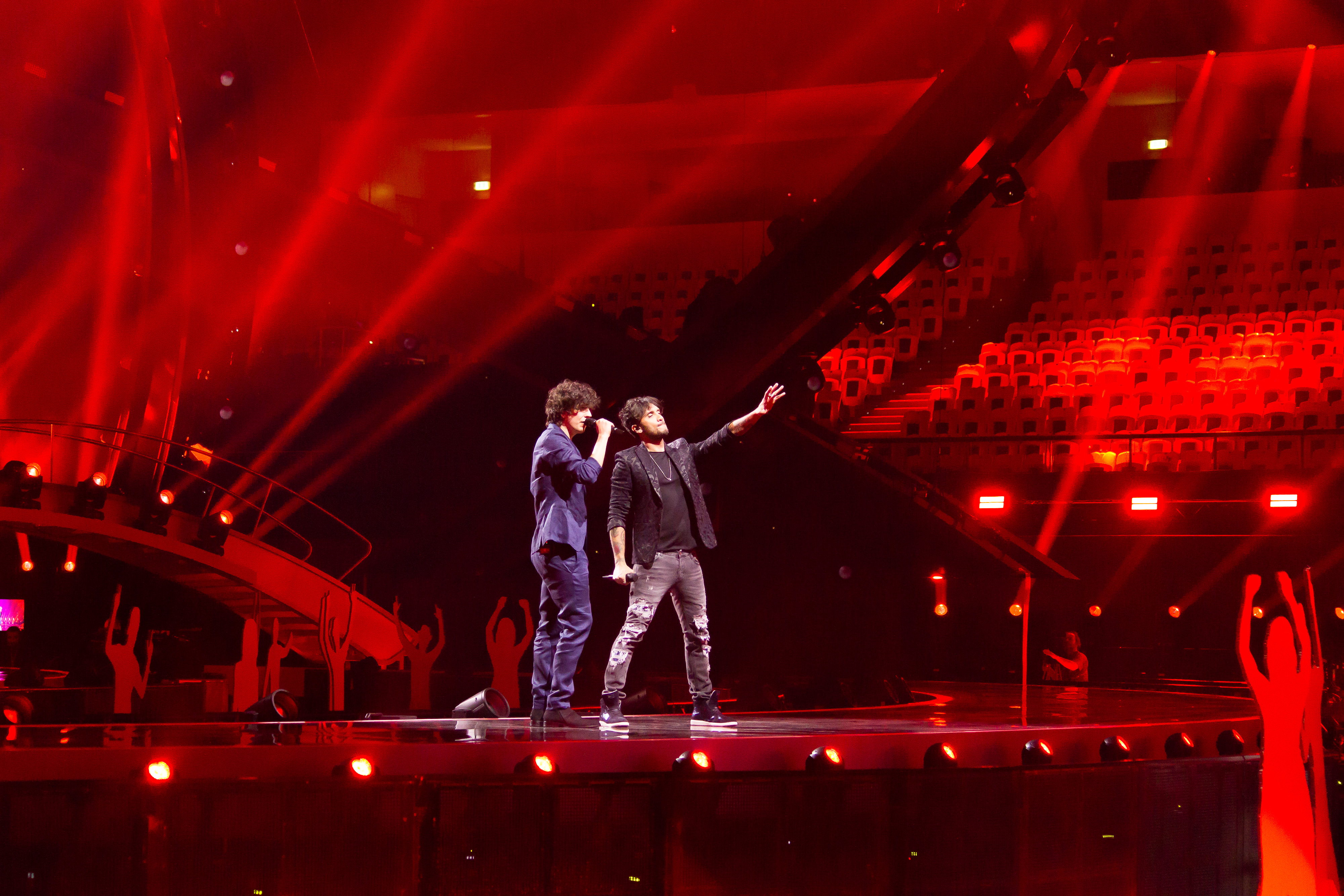
Ermal Meta e Fabrizio Moro durante le prove della finale dell'Eurovision Song Contest 2018 a Lisbona, in Portogallo.

Il 12 maggio 2018, Ermal Meta e Fabrizio Moro si sono esibiti come ultimi concorrenti in gara all'Altice Arena di Lisbona in occasione della finale dell'evento. Sebbene le giurie nazionali abbiano poco apprezzato l'esibizione, relegandola al diciassettesimo posto e attribuendole solo 59 punti, il televoto ha premiato i due cantautori con una terza posizione e 249 punti. Al termine della serata il duo è giunto quinto nella classifica finale grazie ai suoi 308 punti complessivi, fra i quali figurano i douze points dei televoti di Albania, Germania e Malta e della giuria albanese.

## Curiosità
- Sia Fabrizio Moro che Ultimo, vincitori nelle rispettive categorie, sono originari di San Basilio, quartiere della periferia di Roma[139].
- Durante la finale a tre, ogni giuria ha preferito un artista diverso: il televoto ha premiato Ermal Meta e Fabrizio Moro, la Sala Stampa ha preferito Lo Stato Sociale e la giuria di qualità ha attribuito il maggior numero di preferenze ad Annalisa.[31]
  - Attualmente, gli unici altri due casi analoghi sono avvenuti nel 2015, con Il Volo primo al televoto, Nek primo per la Giuria Demoscopica e Malika Ayane prima per la Giuria degli Esperti,[140] e nel 2017, con Francesco Gabbani primo al televoto, Fiorella Mannoia prima per la Giuria Demoscopica e Ermal Meta primo per la Giuria degli Esperti.[141]

- Al momento della sua partecipazione nel 2018, Ornella Vanoni è stata l'artista che è tornato al Festival di Sanremo a maggiore distanza dal suo debutto; fra l'esordio avvenuto nel 1965 e la partecipazione in questione intercorrono ben 53 anni.[142]
  - Nel 2021, Orietta Berti ha migliorato tale primato tornando in gara a 55 anni dalla suo debutto, avvenuto nel 1966. Curiosamente, quell'anno la cantante era in gara con Io ti darò di più, brano interpretato anche da Ornella Vanoni.
- Attualmente Ornella Vanoni è la concorrente più anziana in assoluto ad aver preso parte alla kermesse (83 anni, 4 mesi e 19 giorni).
- Da questa edizione in poi il televoto è l'unica giuria della quale vengono riportate le percentuali di voto nei risultati distribuiti al termine della manifestazione; per tutte le altre viene riportata la sola graduatoria.
- In questa edizione il gruppo di comici The Jackal ha lanciato il tormentone "Gnigni". I cantanti che hanno preso parte al gioco sono stati Annalisa e Michele Bravi, il Piccolo Coro dell'Antoniano, i The Kolors e l'attore Edoardo Leo.

## Galleria d'immagini

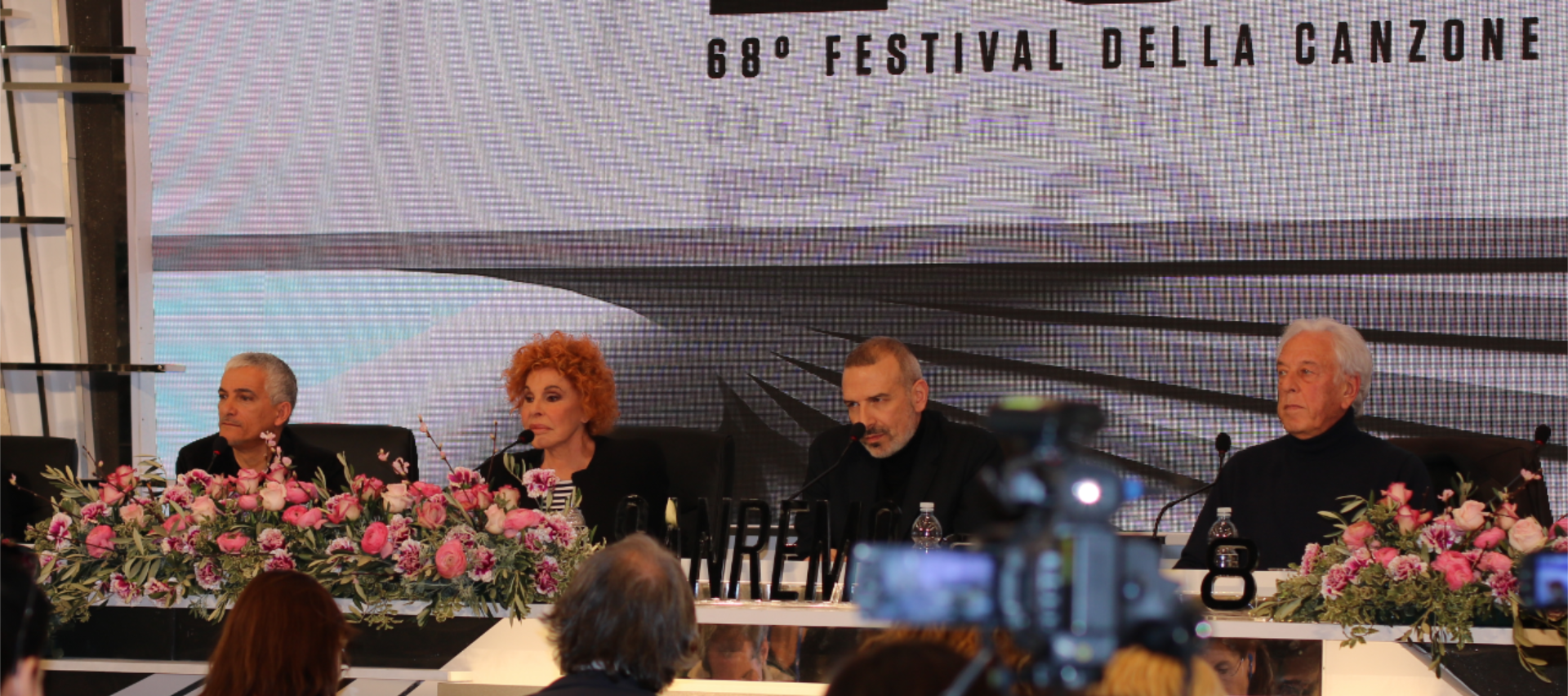
Bungaro, Ornella Vanoni e Pacifico alla conferenza stampa del Festival di Sanremo.
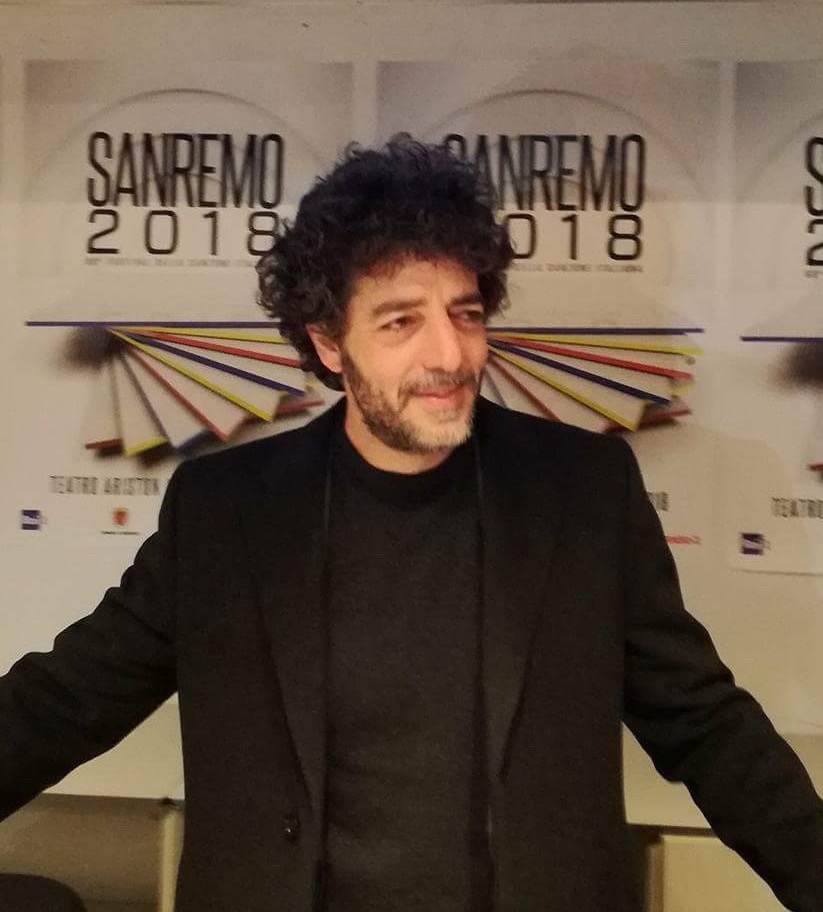
Max Gazzè alla conferenza stampa del Festival di Sanremo.
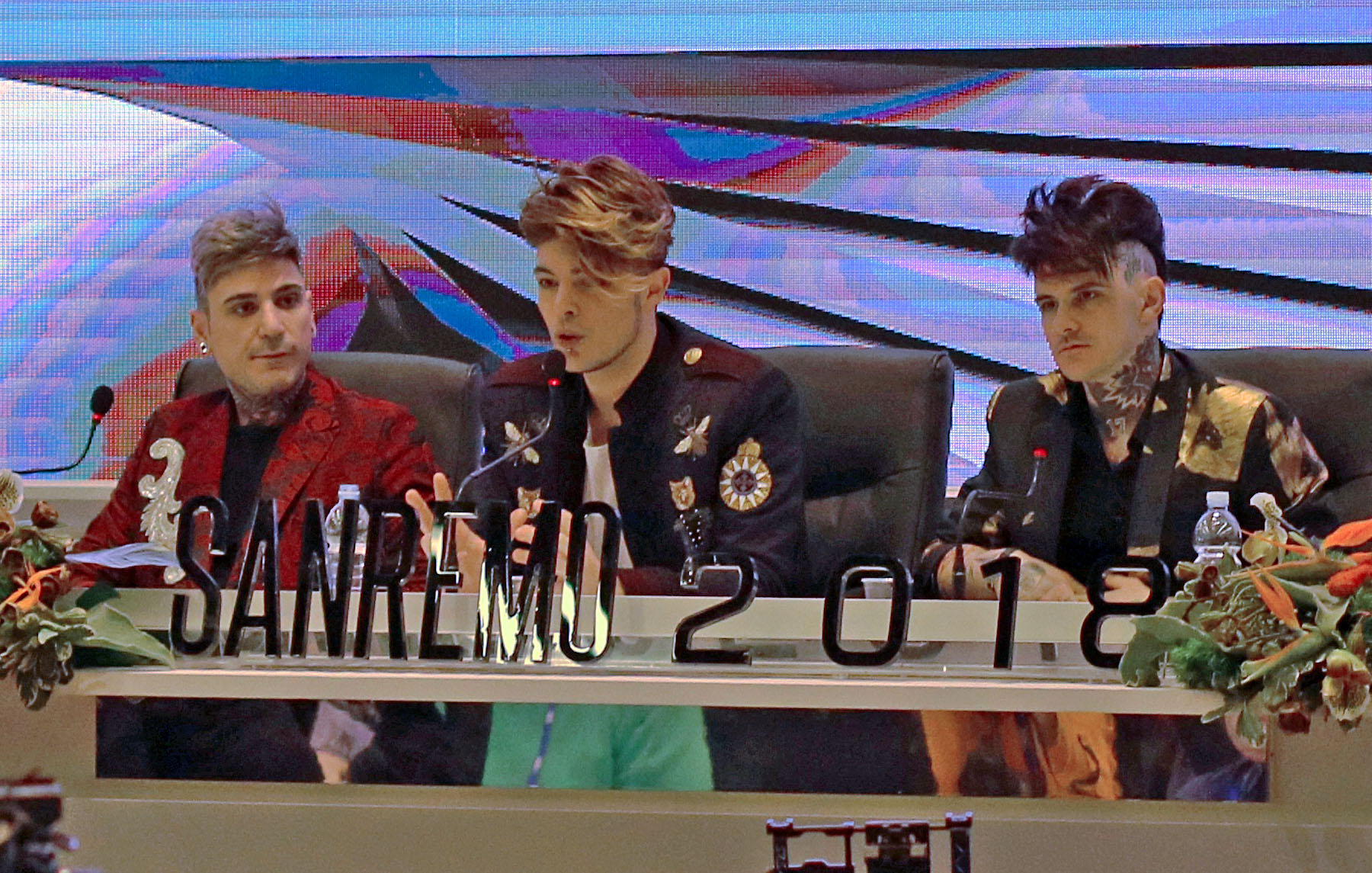
I The Kolors alla conferenza stampa del Festival di Sanremo.
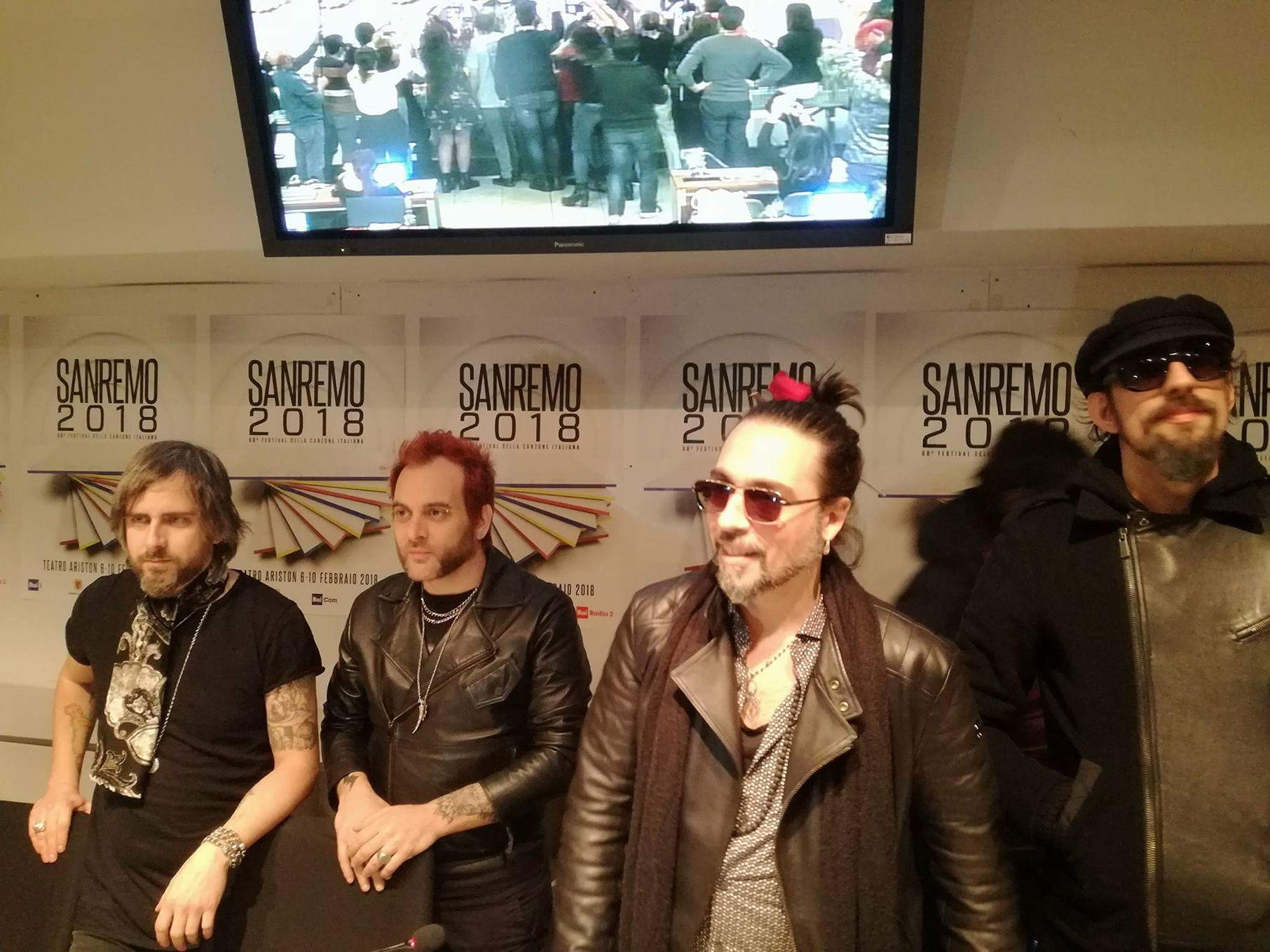
Le Vibrazioni alla conferenza stampa del Festival di Sanremo.
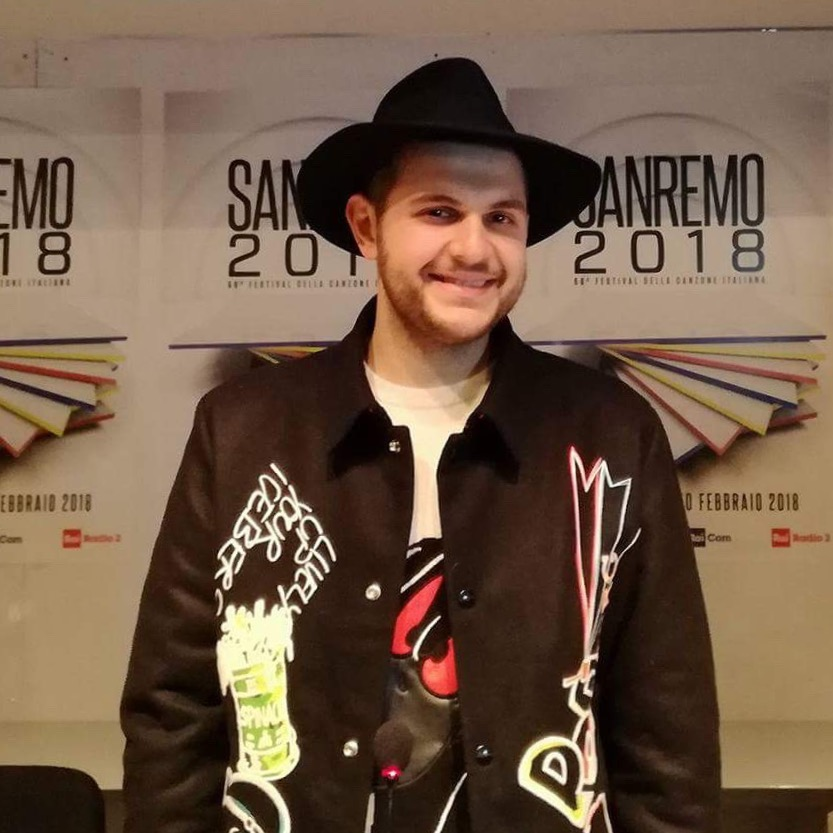
Renzo Rubino alla conferenza stampa del Festival di Sanremo.
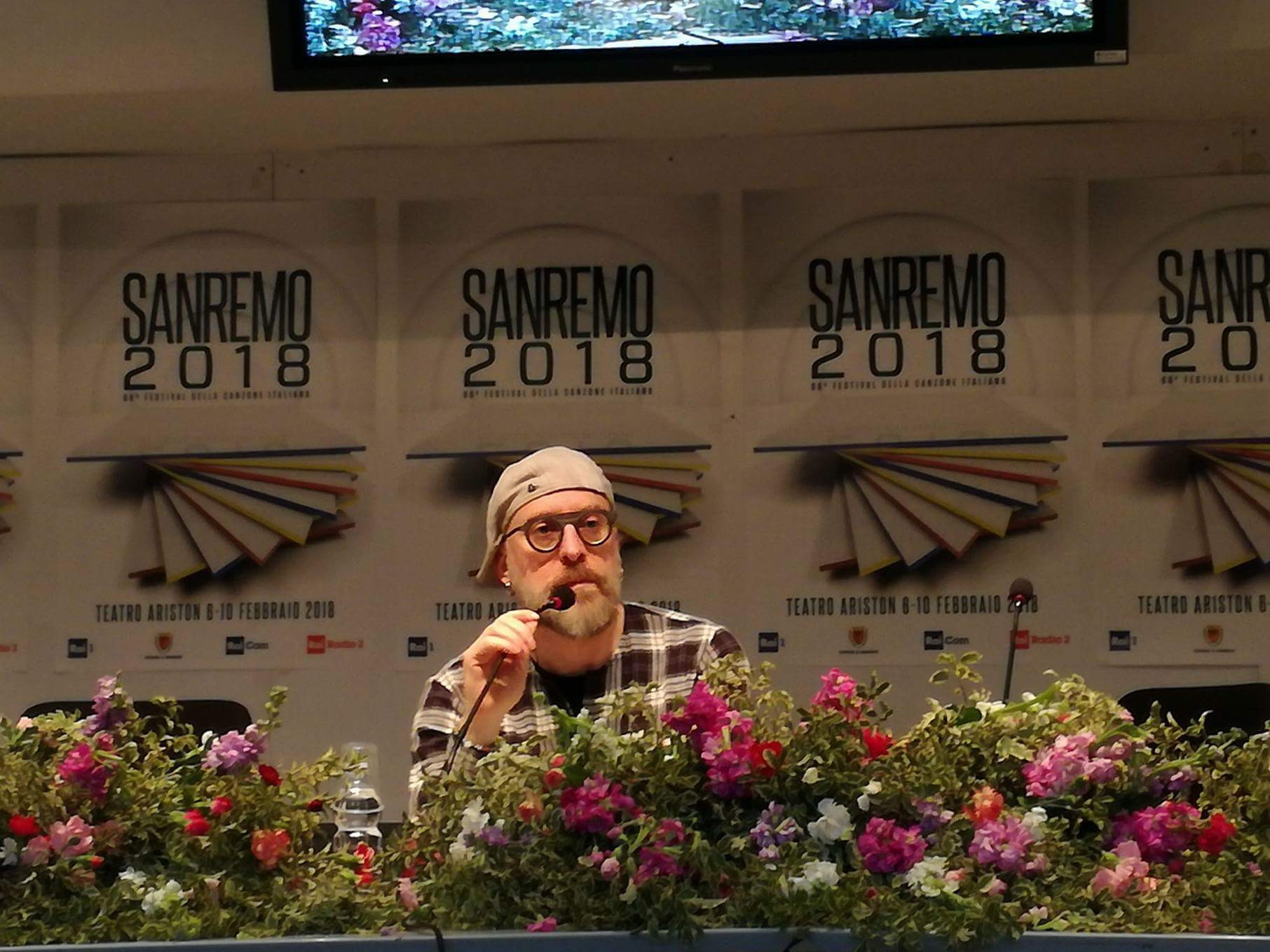
Mario Biondi alla conferenza stampa del Festival di Sanremo.
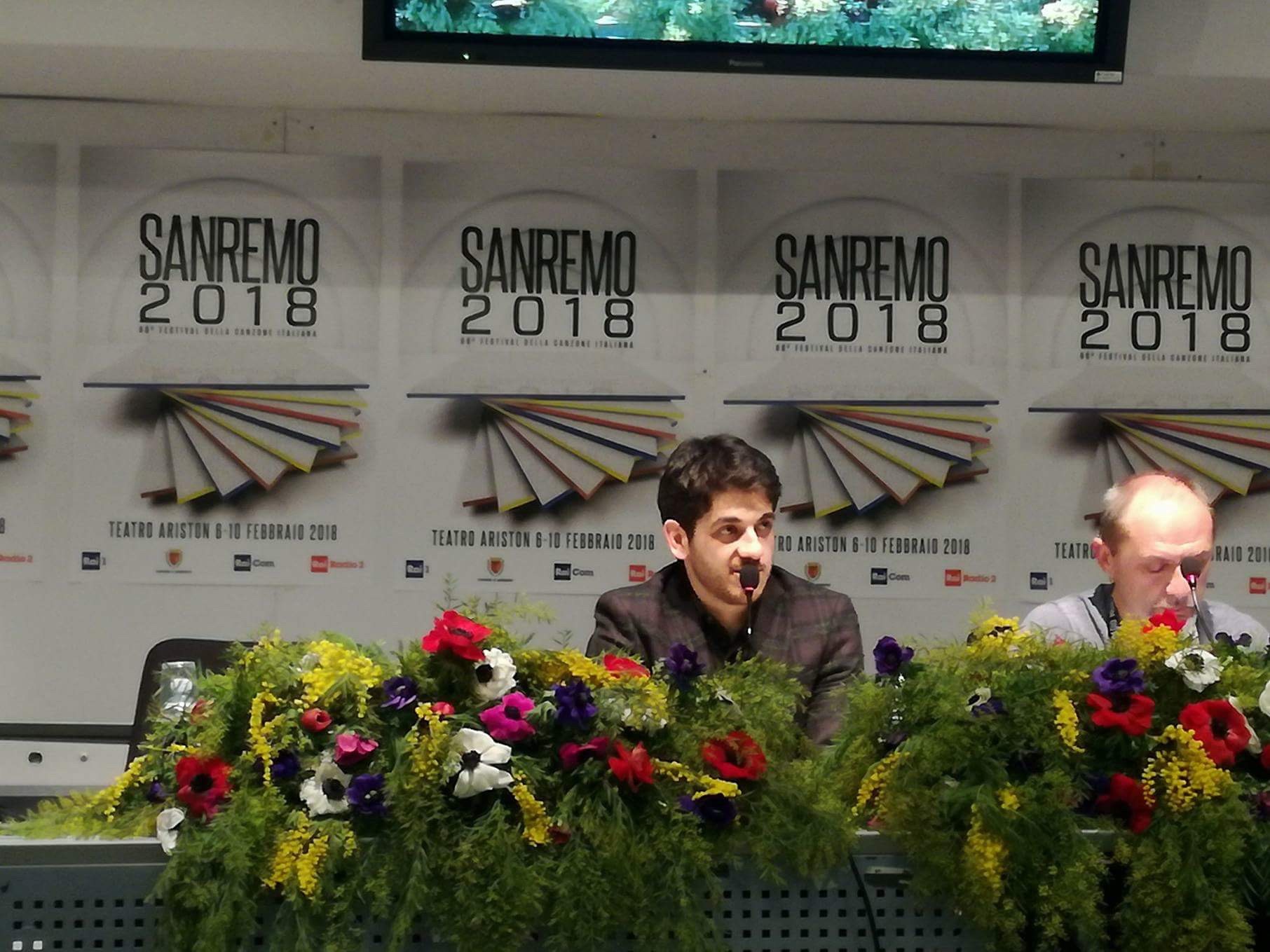
Mirkoeilcane alla conferenza stampa del Festival di Sanremo.
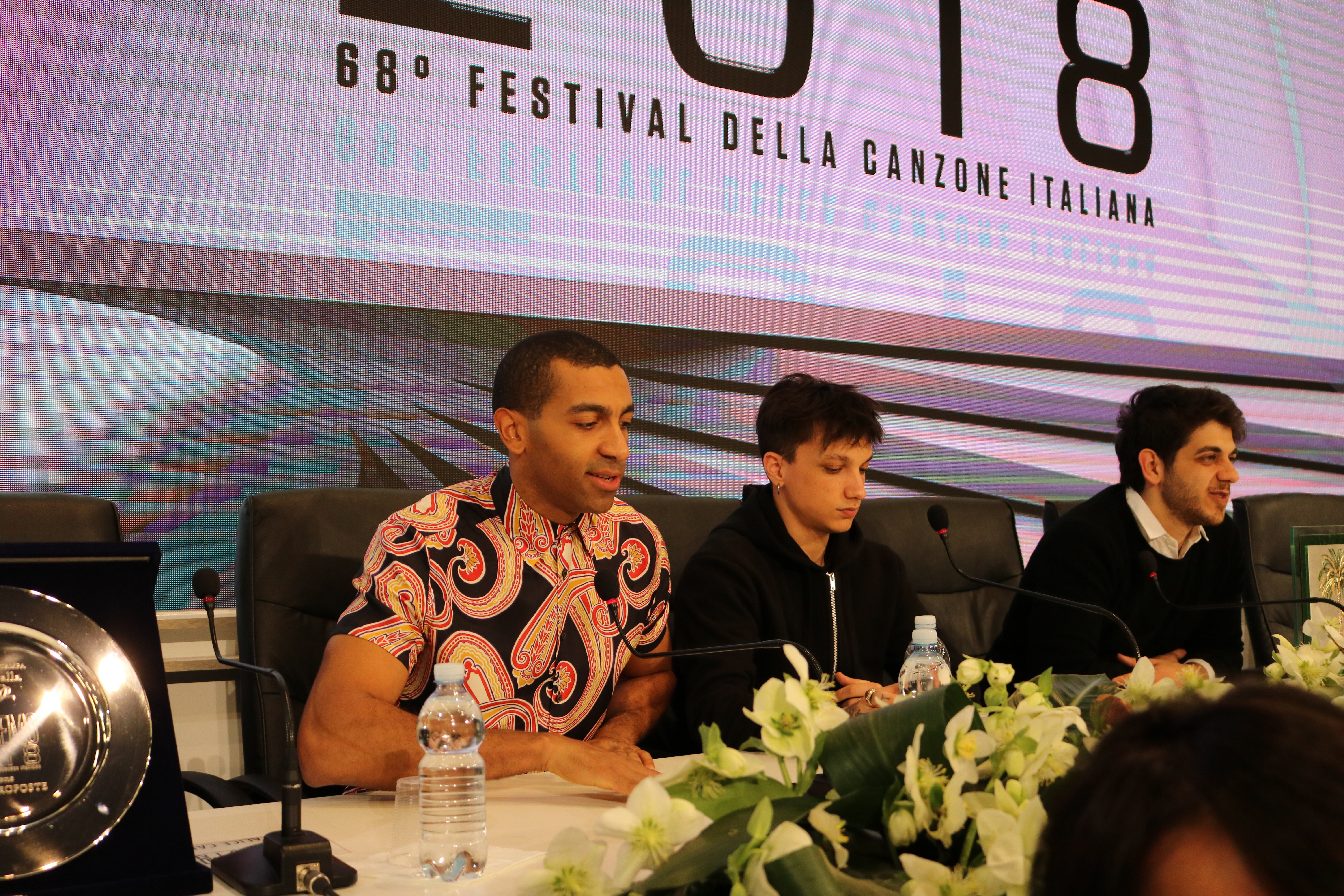
Mudimbi, Ultimo e Mirkoeilcane alla conferenza stampa del Festival di Sanremo.